# Liste de girls bands
Cet article est une liste non exhaustive de girls bands existant ou ayant existé. Un girls band est un groupe de musique féminin dont les membres chantent et jouent de leur propre instrument (par opposition aux girl groups, qui chantent mais ne jouent pas d'instrument),.

## 0–9
| 3rdeyegirl    | États-Unis |
| The 5.6.7.8's | Japon      |
| 7 Year Bitch  | États-Unis |
| 12 Girls Band | Chine      |

Début de page

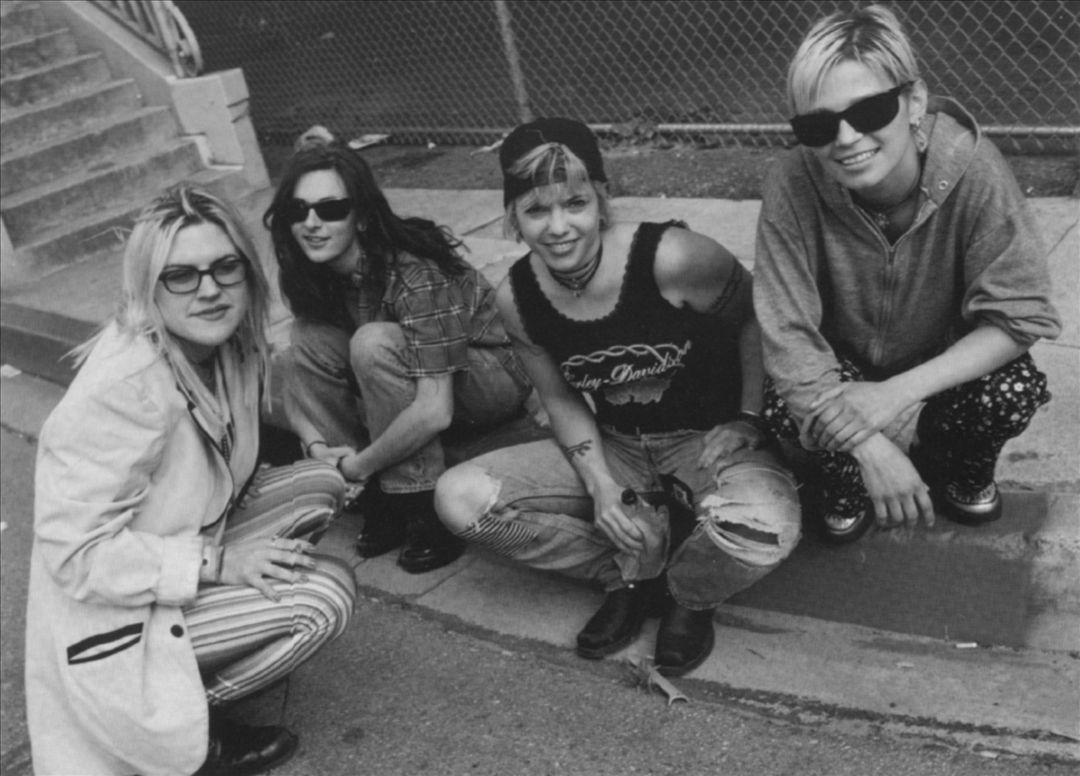
7 Year Bitch.
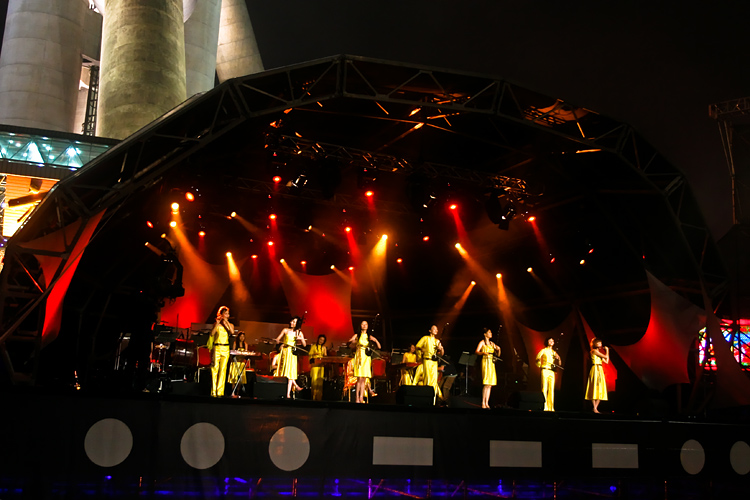
12 Girls Band en concert à Shanghai en 2007.

## A
| The Ace of Cups        | États-Unis  |
| Aly & AJ               | États-Unis  |
| Amanitas               | Chili       |
| Les Amazones de Guinée | Guinée      |
| Amiina                 | Islande     |
| Angelica               | Royaume-Uni |
| Área 7                 | Pérou       |
| Astarte                | Grèce       |
| Ätztussis              | Allemagne   |
| Au revoir Simone       | États-Unis  |

Début de page

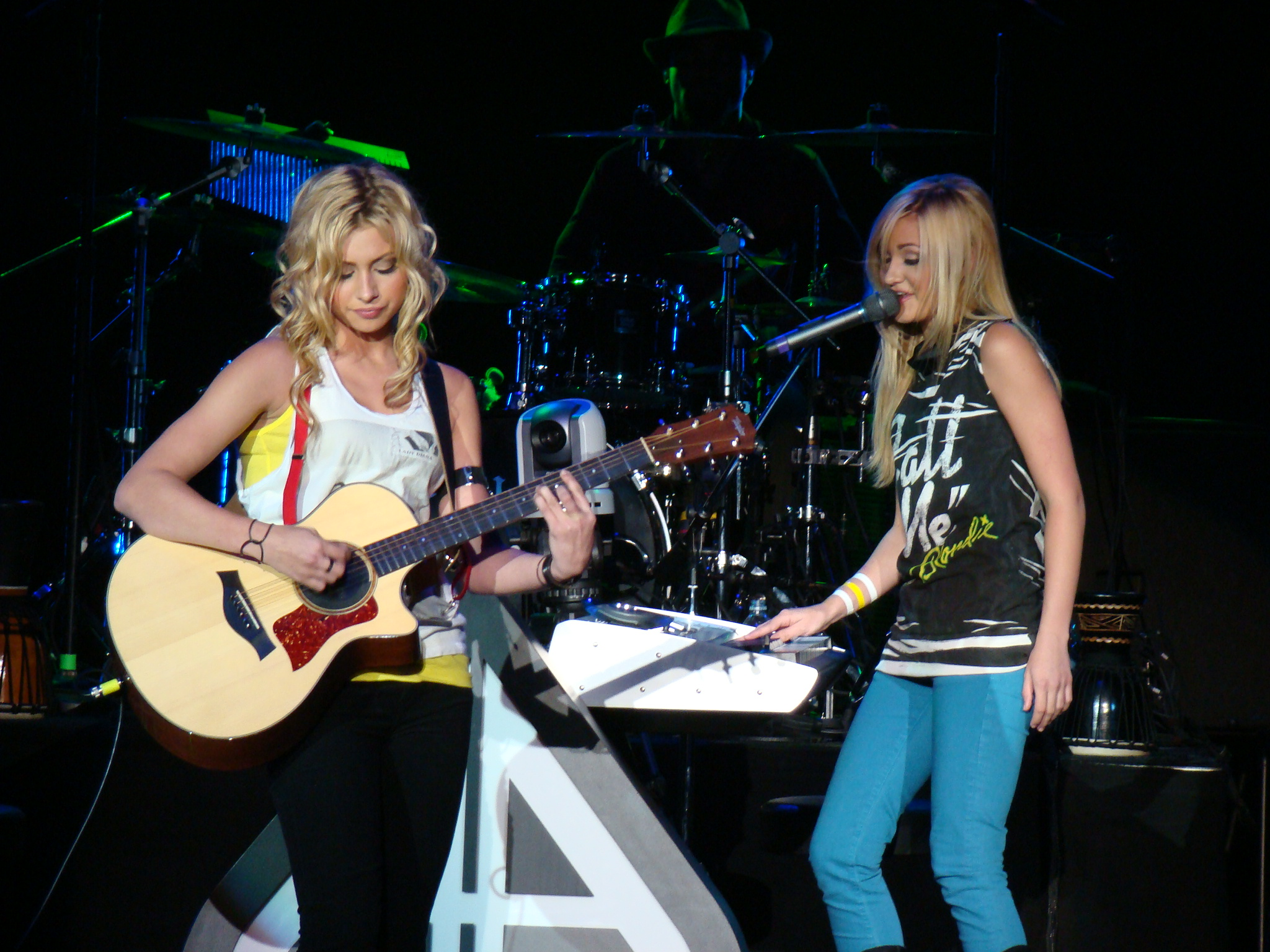
Aly & AJ en octobre 2007.
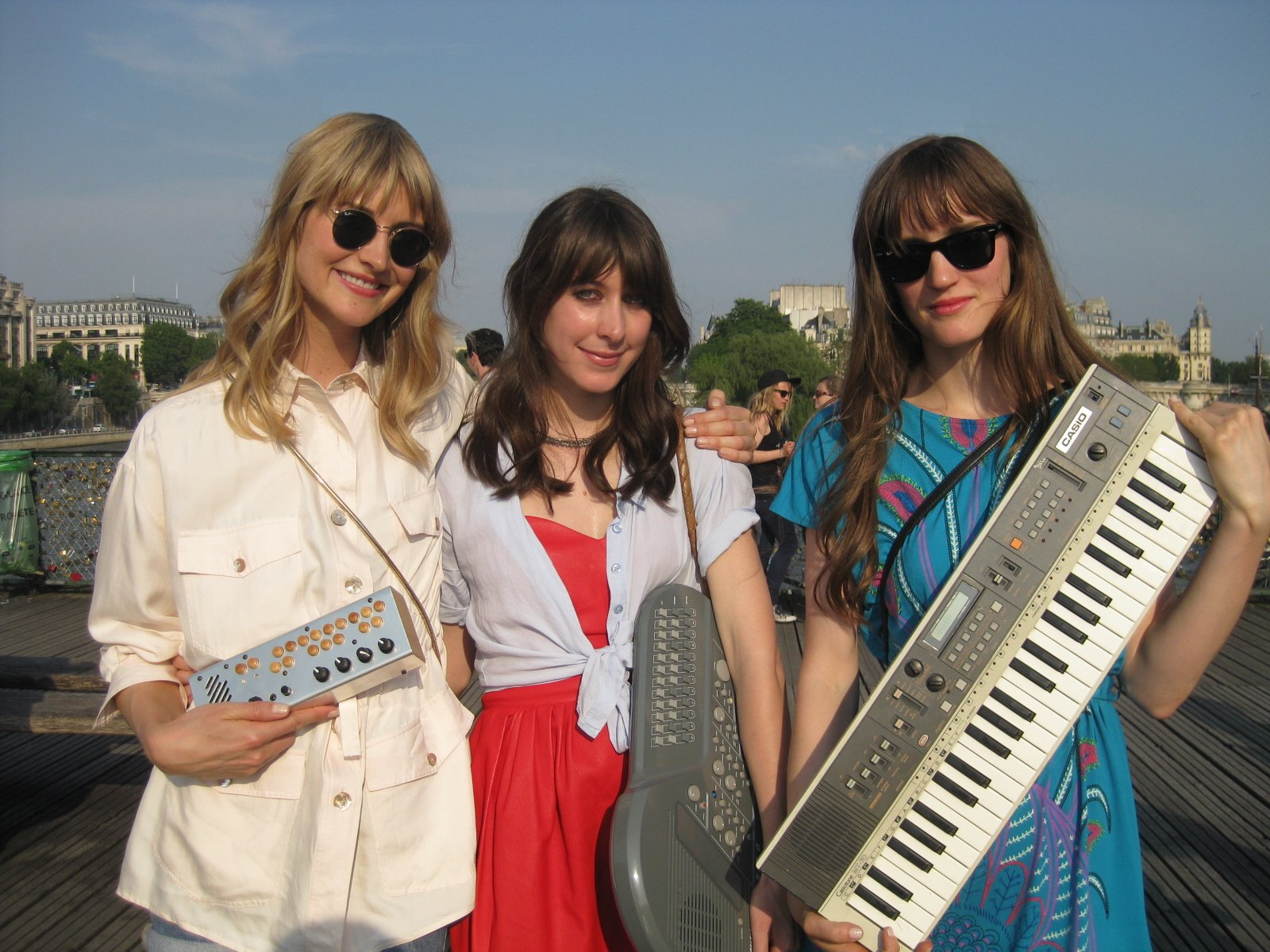
Au revoir Simone aux Pont des Arts en 2012.

## B
| Babes in Toyland,       | États-Unis              |
| Band-Maid               | Japon                   |
| The Bangles,            | États-Unis              |
| BarlowGirl              | États-Unis              |
| Baskery                 | Suède                   |
| The Be Good Tanyas      | Canada                  |
| Bella Mondo Africa      | Côte d'Ivoire           |
| The Belle Stars         | Royaume-Uni             |
| Black Daisy             | Irlande                 |
| Blistar                 | Japon                   |
| The Bodysnatchers       | Royaume-Uni             |
| Bon-Bon Blanco          | Japon                   |
| Bond                    | Royaume-Uni / Australie |
| Bratmobile              | États-Unis              |
| Die Braut haut ins Auge | Allemagne               |
| Les Brigandes           | France                  |
| Burning Witches         | Suisse                  |
| The Butchies            | États-Unis              |

Début de page

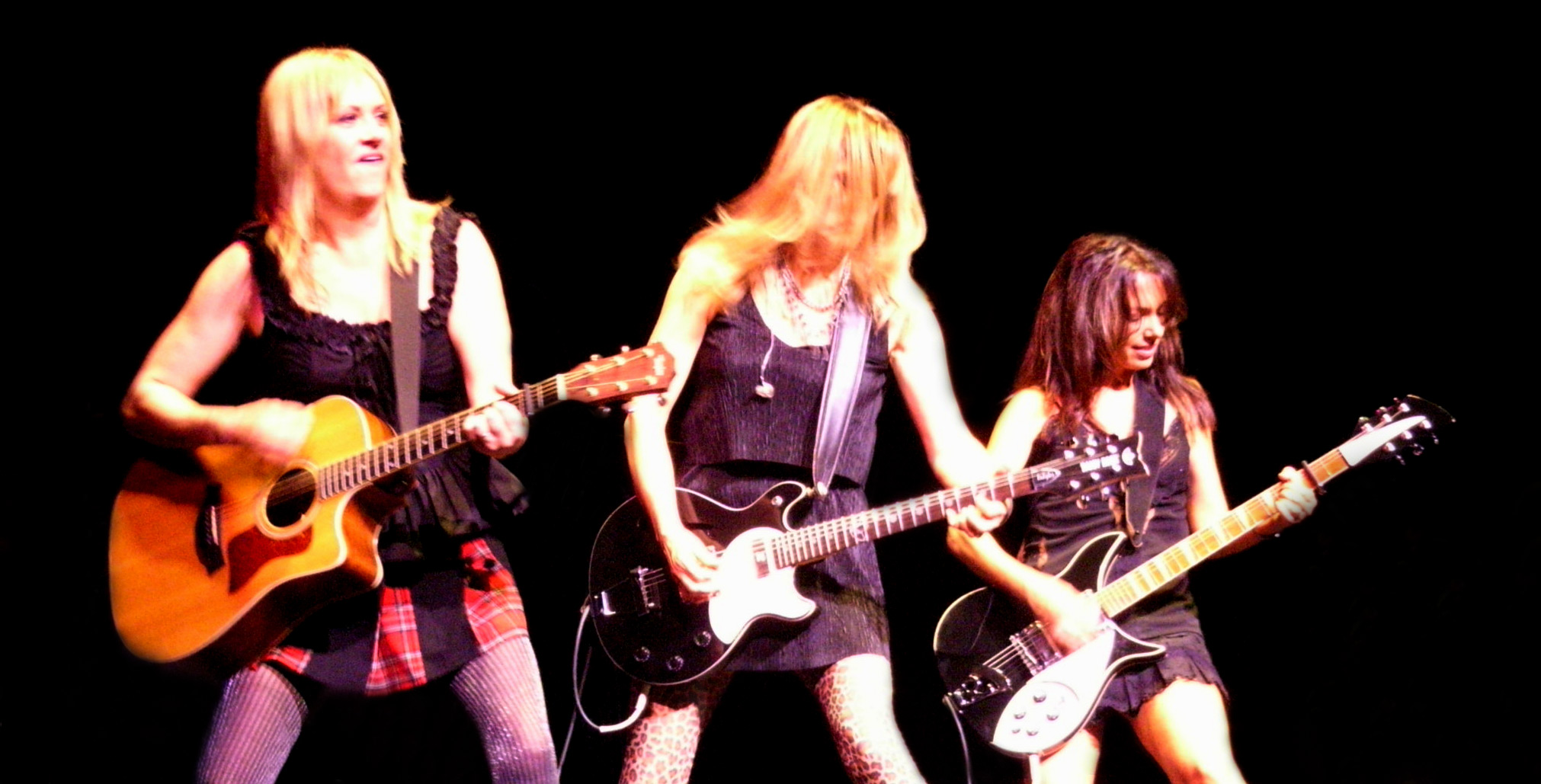
The Bangles à Sydney en 2010.
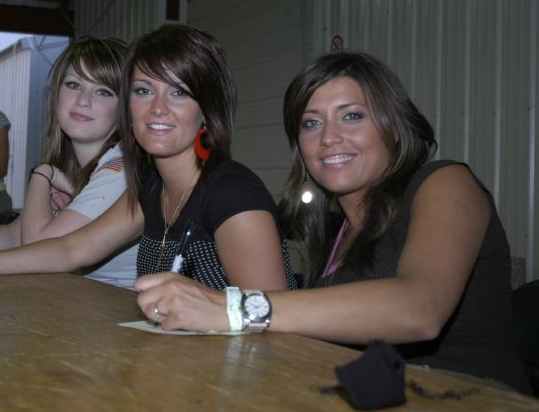
BarlowGirl en 2006.
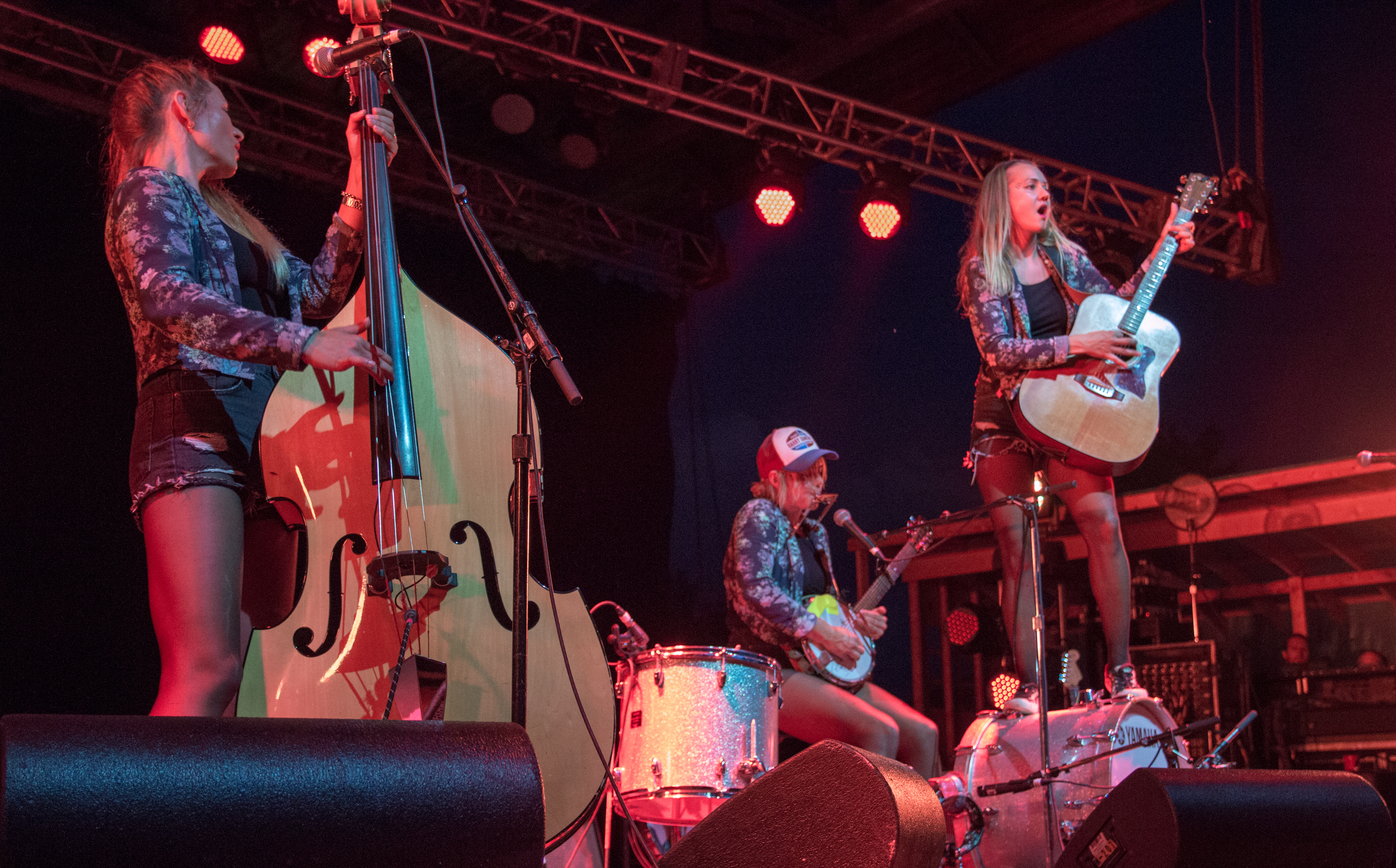
Baskery en concert en 2015.
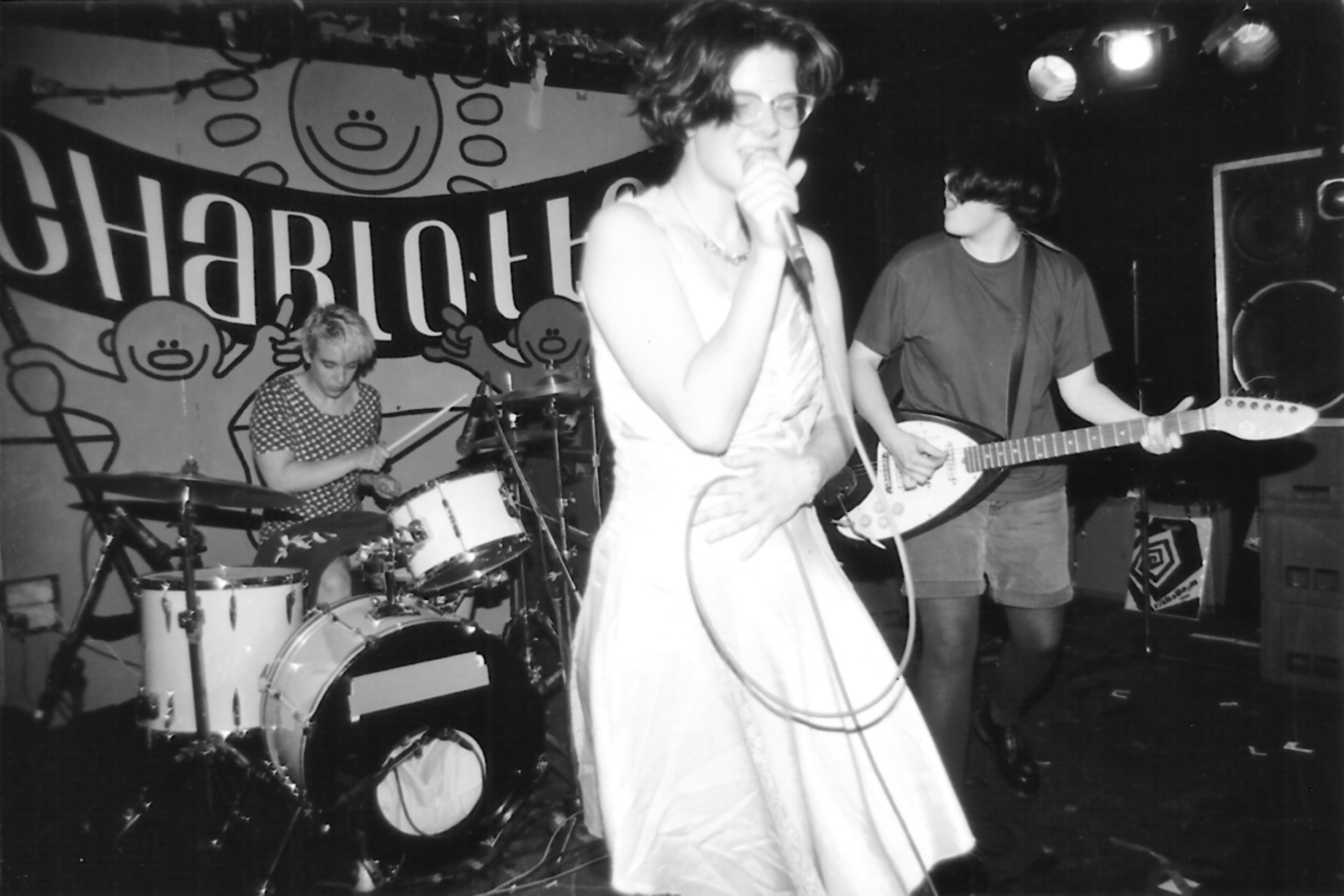
Bratmobile à Leicester en 1994.

## C
| Celtic Woman       | Irlande              |
| Chaos Chaos        | États-Unis           |
| Chastity Belt      | États-Unis           |
| Chatmonchy         | Japon                |
| Cherish the Ladies | Irlande / États-Unis |
| Cherri Bomb        | États-Unis           |
| Cherry Boom        | Taïwan               |
| The Chicks,        | États-Unis           |
| Chongbong Band     | Corée du Nord        |
| Civet              | États-Unis           |
| Client             | Royaume-Uni          |
| Cobra Killer       | Allemagne            |
| CocoRosie          | États-Unis           |
| Crucified Barbara  | Suède                |

Début de page

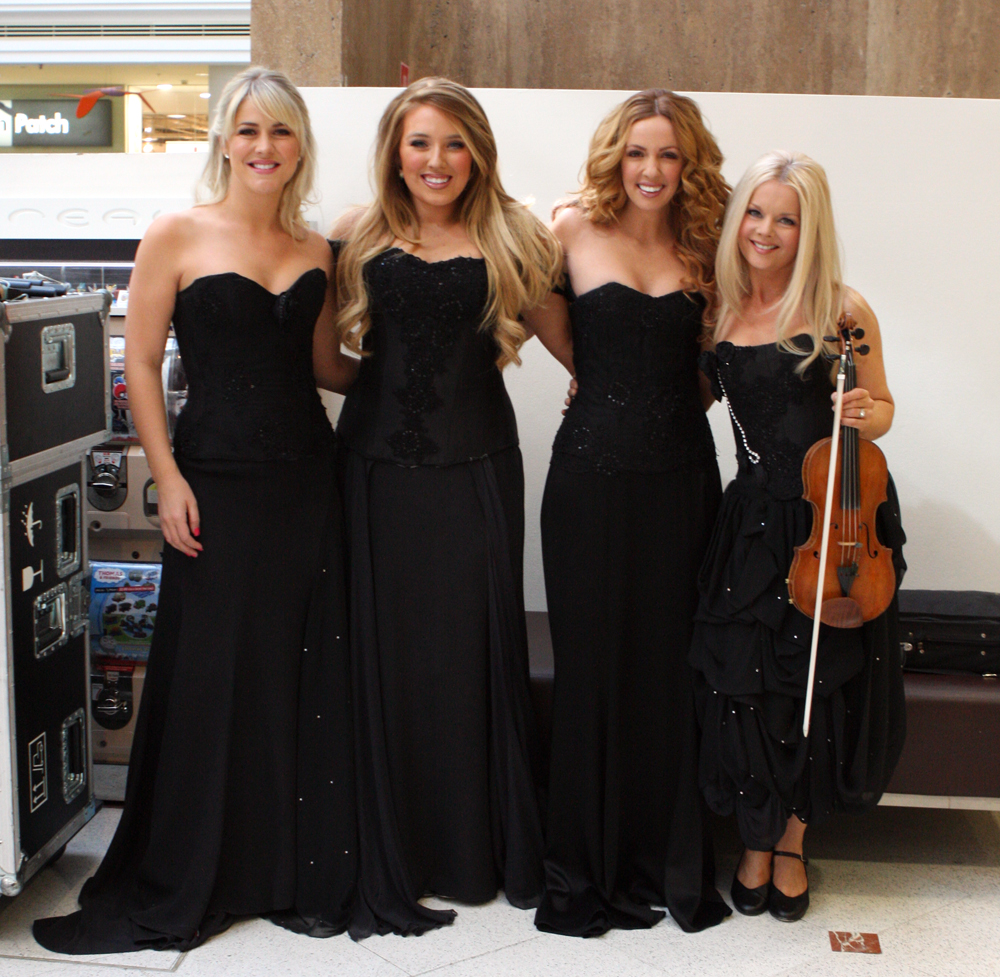
Celtic Woman à Sydney en 2012.
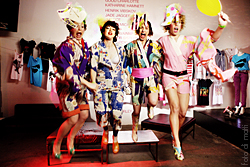
Chicks on Speed à Berlin en 2008.
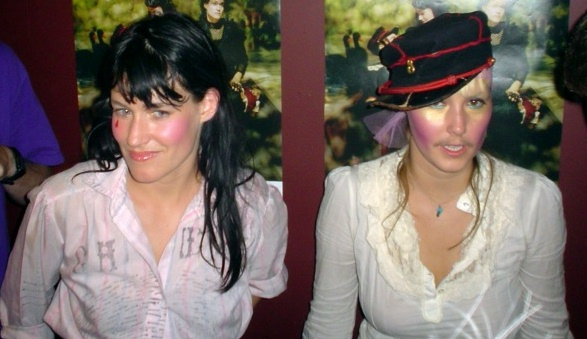
CocoRosie en 2007.

## D
| Dakh Daughters        | Ukraine    |
| Darlings of Rhythm,   | États-Unis |
| Deap Vally            | États-Unis |
| Debbie Rockt          | Allemagne  |
| Dickless              | États-Unis |
| The Dixie Sweethearts | États-Unis |
| Doll$Boxx             | Japon      |
| The Donnas,           | États-Unis |
| Drain                 | Suède      |
| Dúkkulísurnar         | Islande    |
| Dum Dum Girls,        | États-Unis |

Début de page

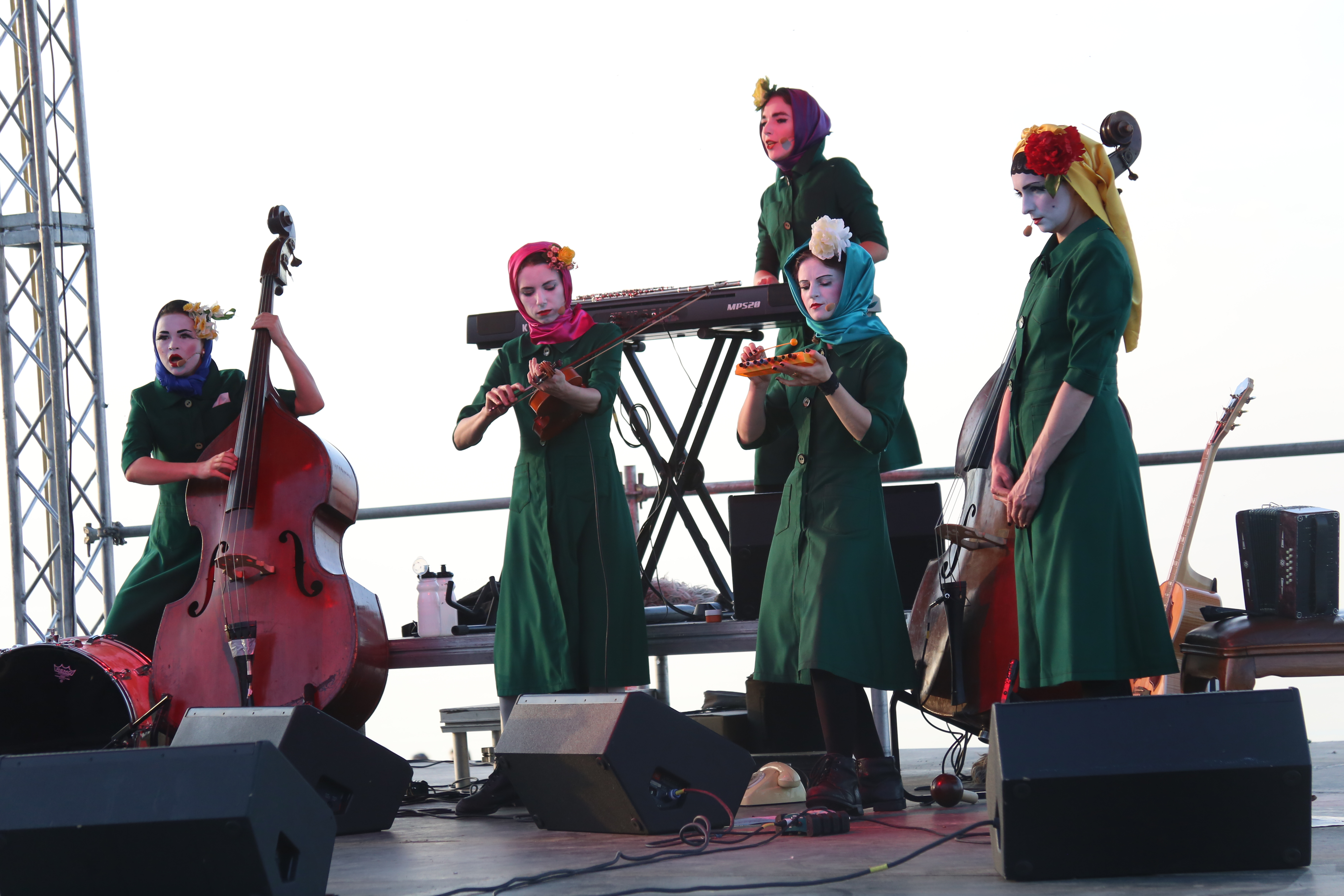
Dakh Daughters en 2014.
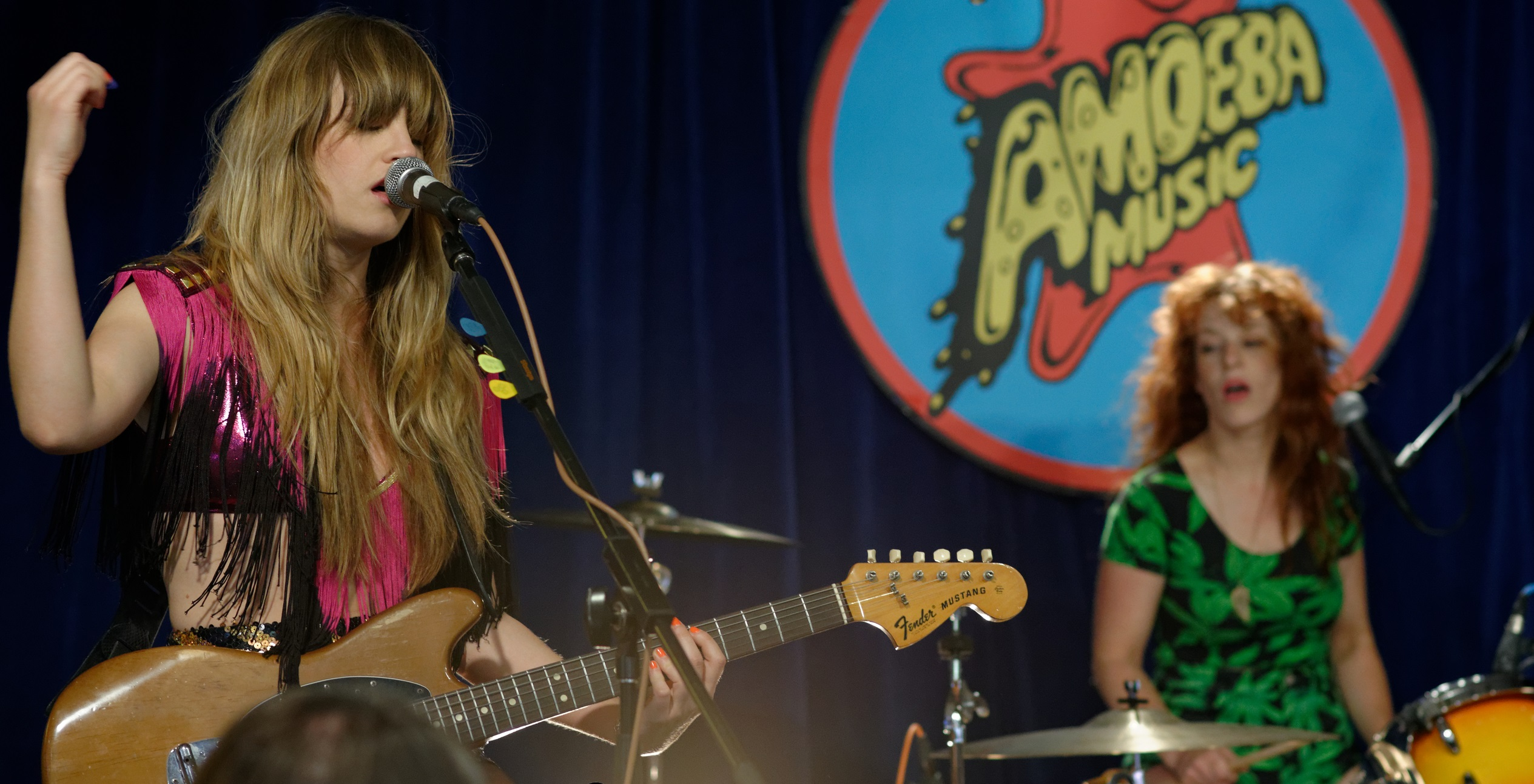
Deap Vally en concert à Hollywood en mai 2014.
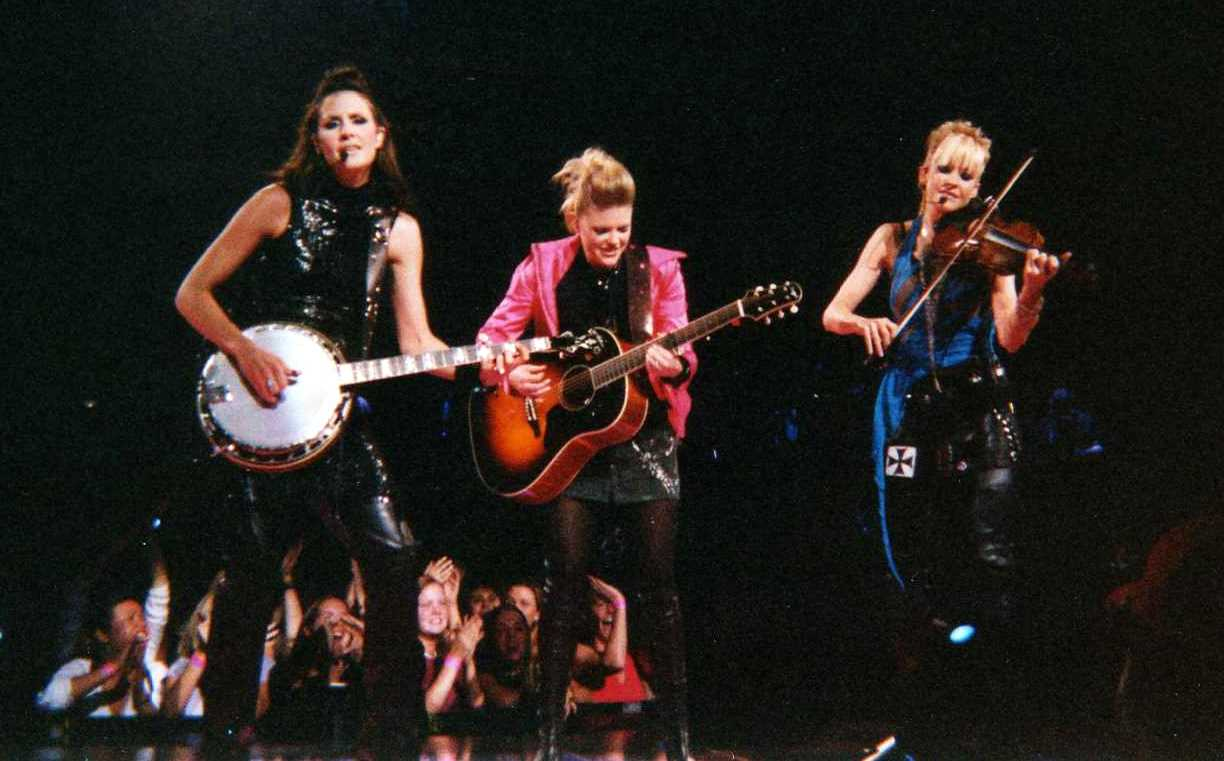
Dixie Chicks en concert au Madison Square Garden en juin 2003.
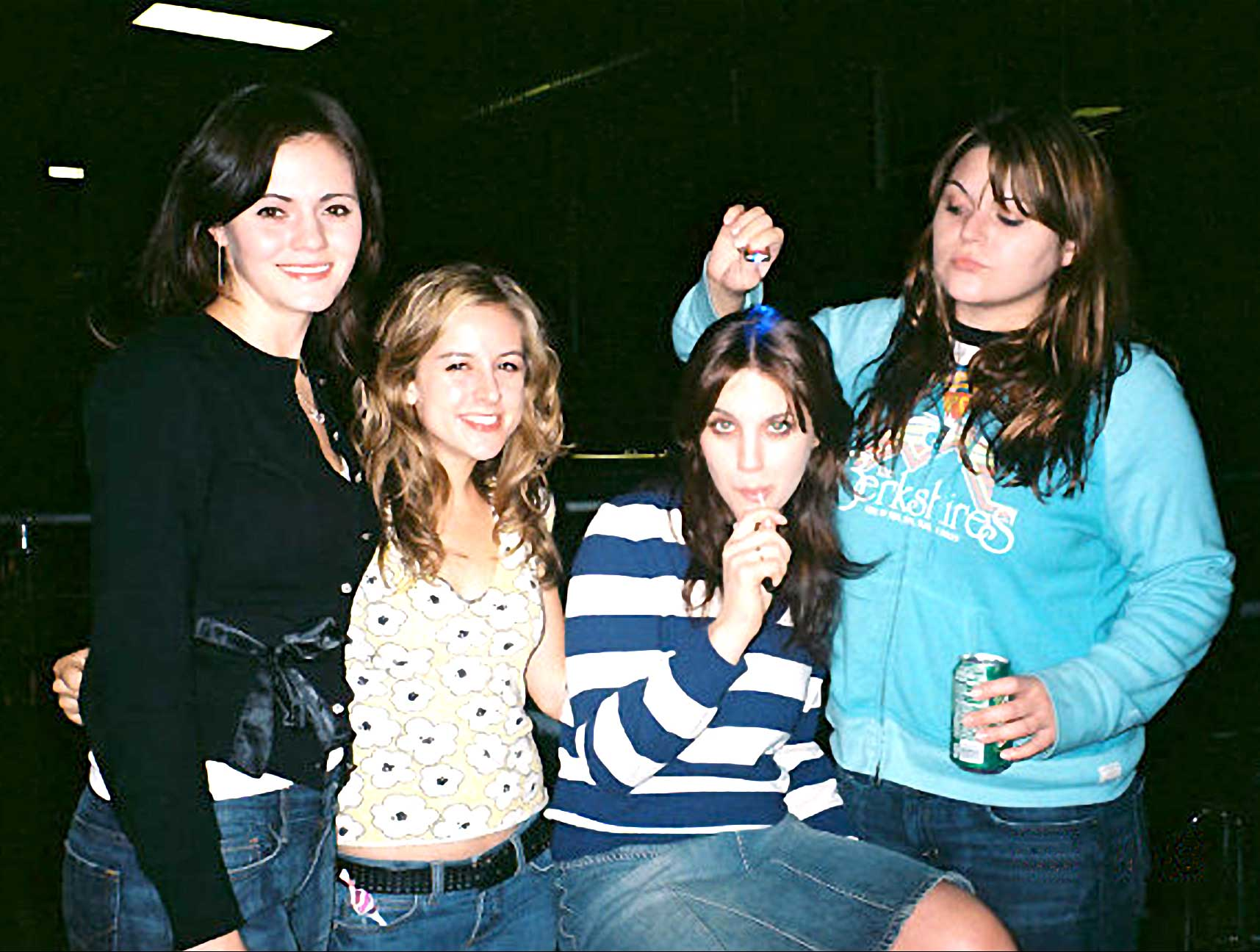
The Donnas.

## E
| Eddie Durham's All-Star Girl Orchestra | États-Unis  |
| Elaiza                                 | Allemagne   |
| Electrelane                            | Royaume-Uni |
| ESG                                    | États-Unis  |
| Everlife                               | États-Unis  |
| EX-Girl                                | Japon       |
| exist†trace                            | Japon       |

Début de page

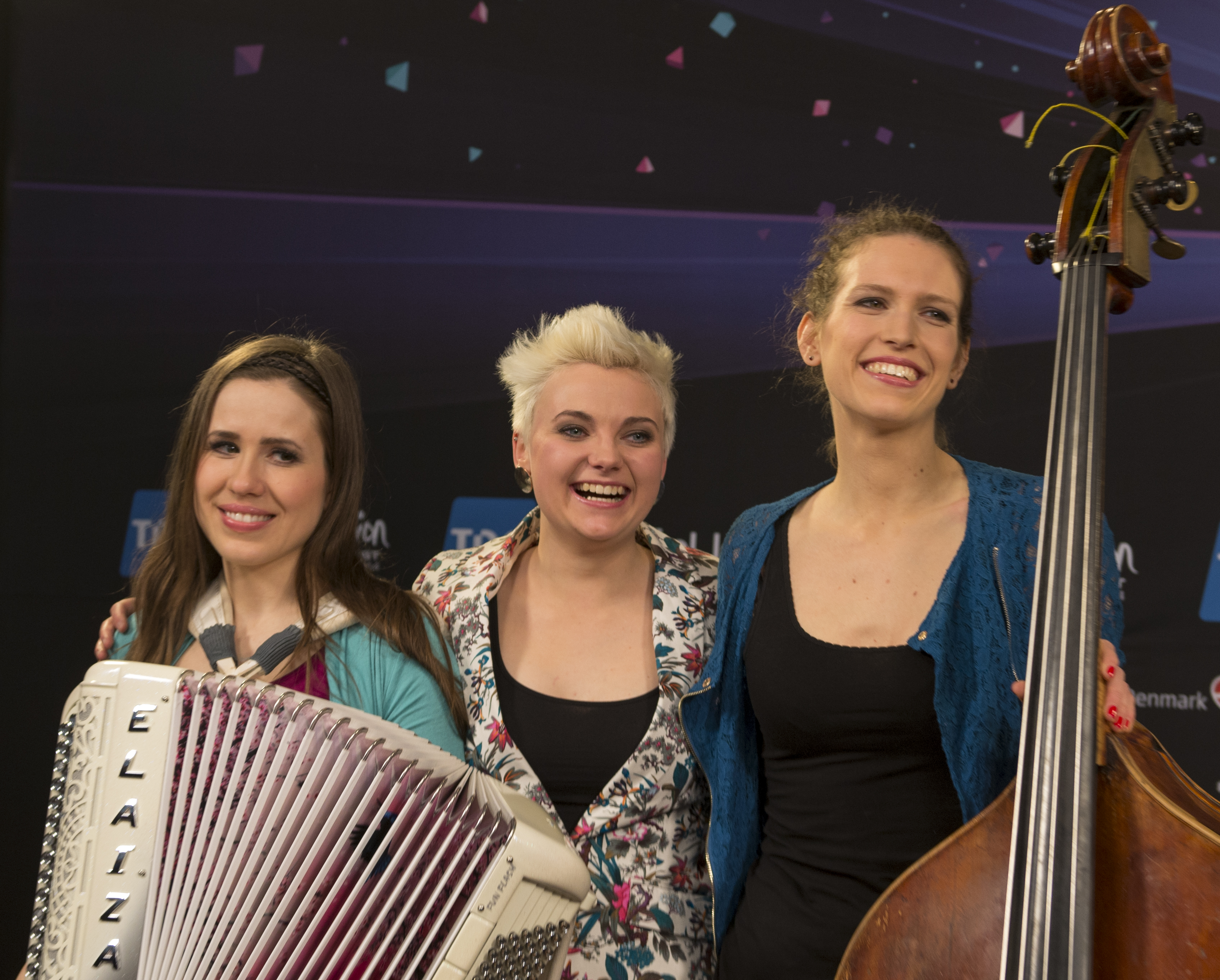
Elaiza au Concours Eurovision de la chanson 2014.
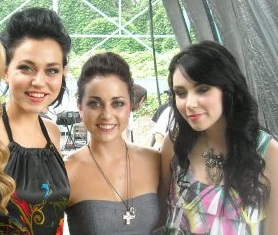
Everlife en 2010.

## F
| Fabulous Disaster    | États-Unis  |
| The Faders           | Royaume-Uni |
| Fanny,               | États-Unis  |
| First Aid Kit        | Suède       |
| Flott                | Islande     |
| Das Fürlines         | Allemagne   |
| Fräulein Wunder (en) | Allemagne   |

Début de page

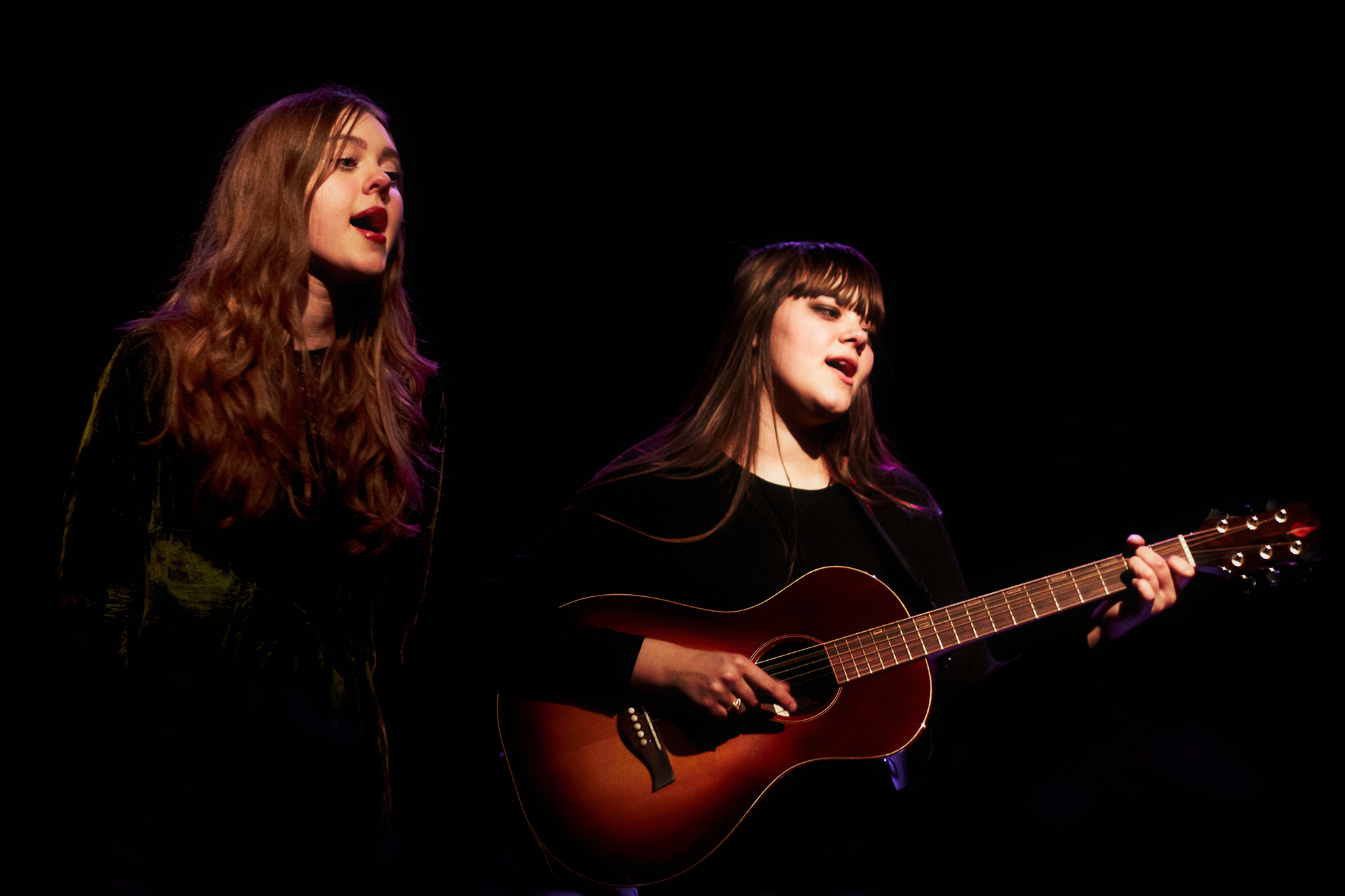
First Aid Kit à Francfort-sur-le-Main en 2012.
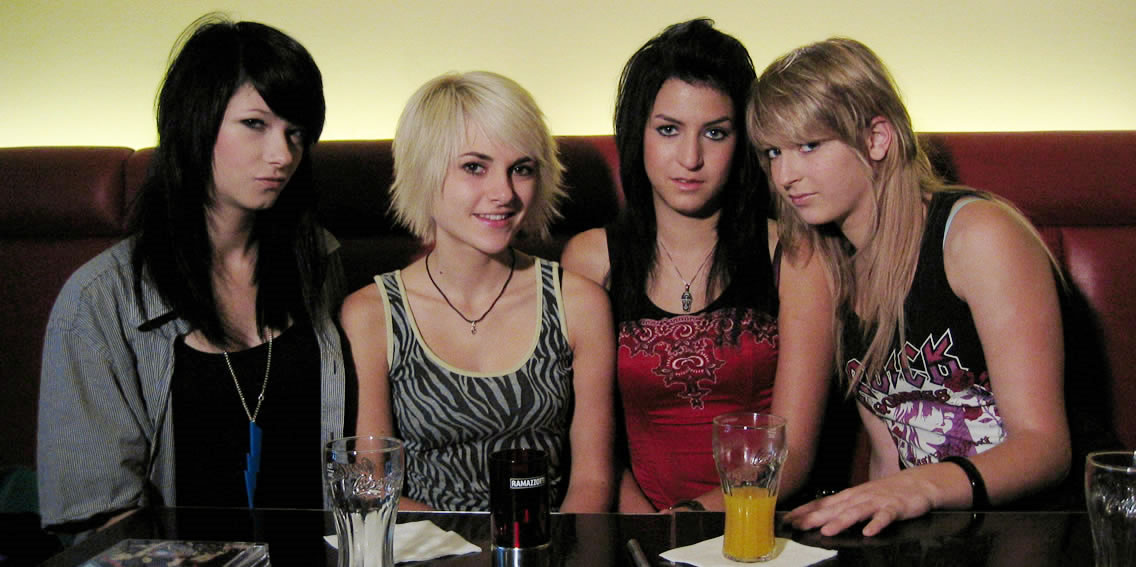
Fräulein Wunder (en) en 2008.

## G
| Gacharic Spin  | Japon       |
| Gallhammer     | Japon       |
| Girl in a Coma | États-Unis  |
| Girls Aloud    | Royaume-Uni |
| Girlschool,    | Royaume-Uni |
| Go-Bang's      | Japon       |
| Go Betty Go    | États-Unis  |
| The Go-Go's,   | États-Unis  |

Début de page

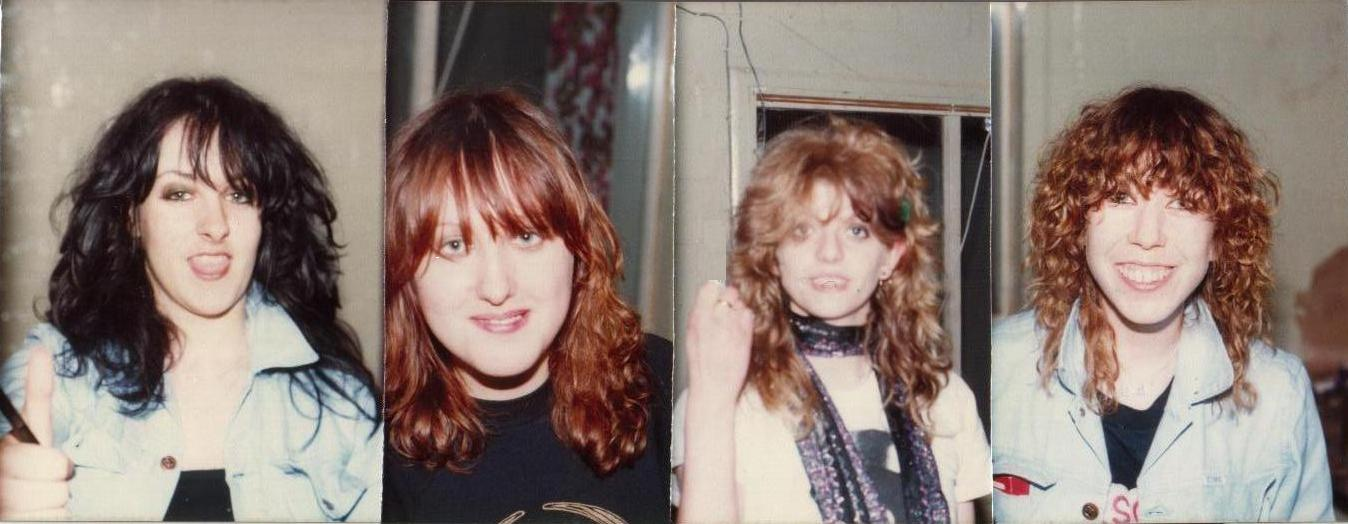
Girlschool en 1981.
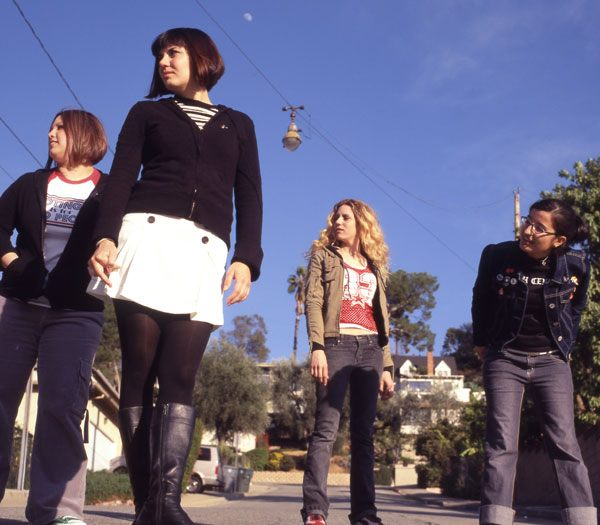
Go Betty Go en 2004.
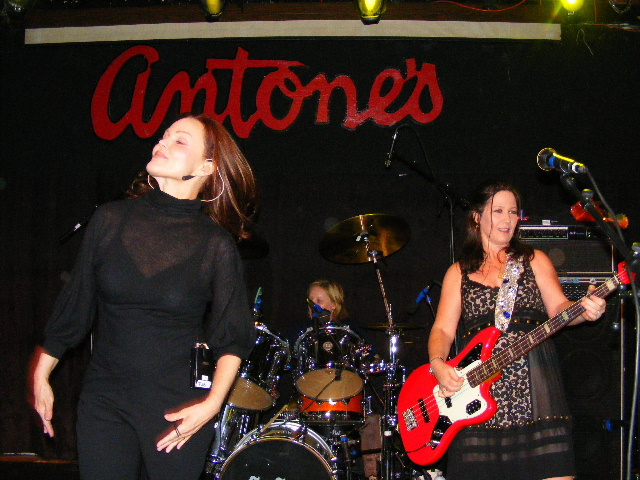
The Go-Go's à Austin en 2008.

## H
| Ha*Ash            | États-Unis / Mexique |
| Haim              | États-Unis           |
| Hang on the Box   | Chine                |
| Harlem Playgirls, | États-Unis           |
| Les Hay Babies    | Canada               |
| Thee Headcoatees  | Royaume-Uni          |
| Heavens to Betsy  | États-Unis           |
| Hepburn           | Royaume-Uni          |
| Hinds             | Espagne              |
| Hunter Valentine  | Canada               |

Début de page

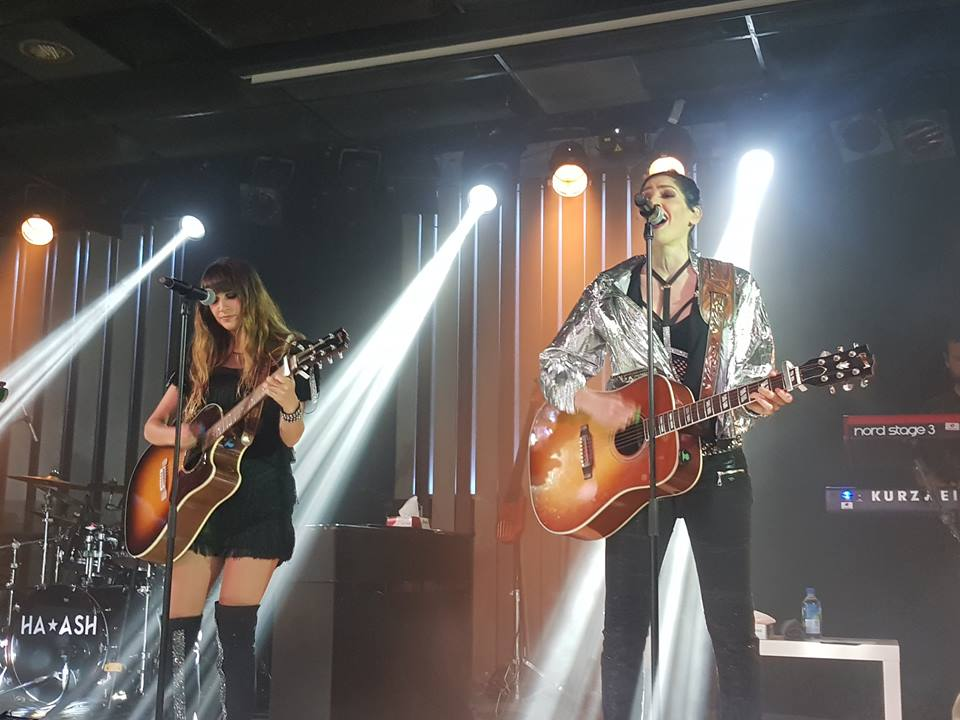
Ha*Ash en concert à Valence en 2018.
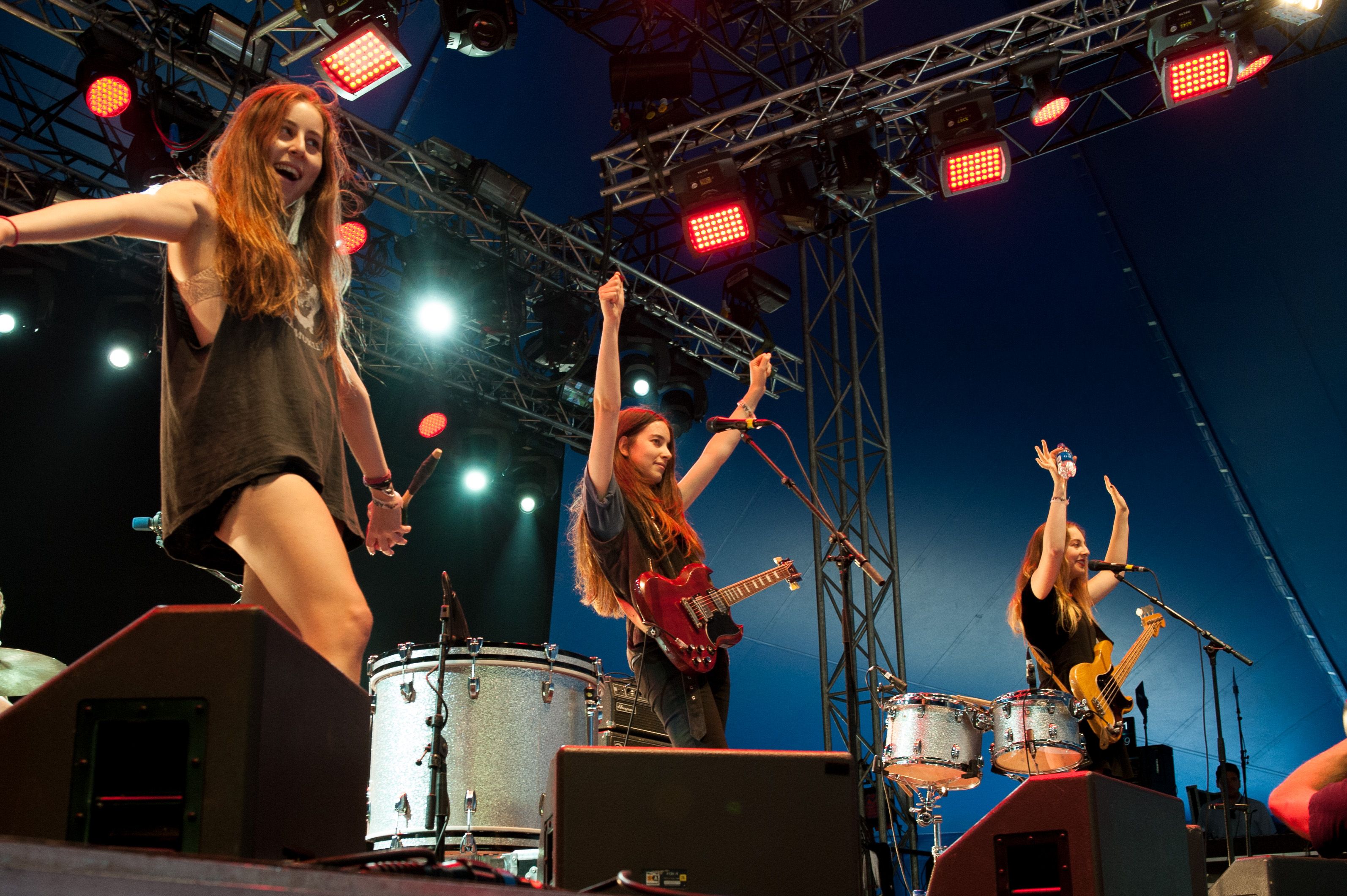
Haim en concert à Göteborg en 2013.
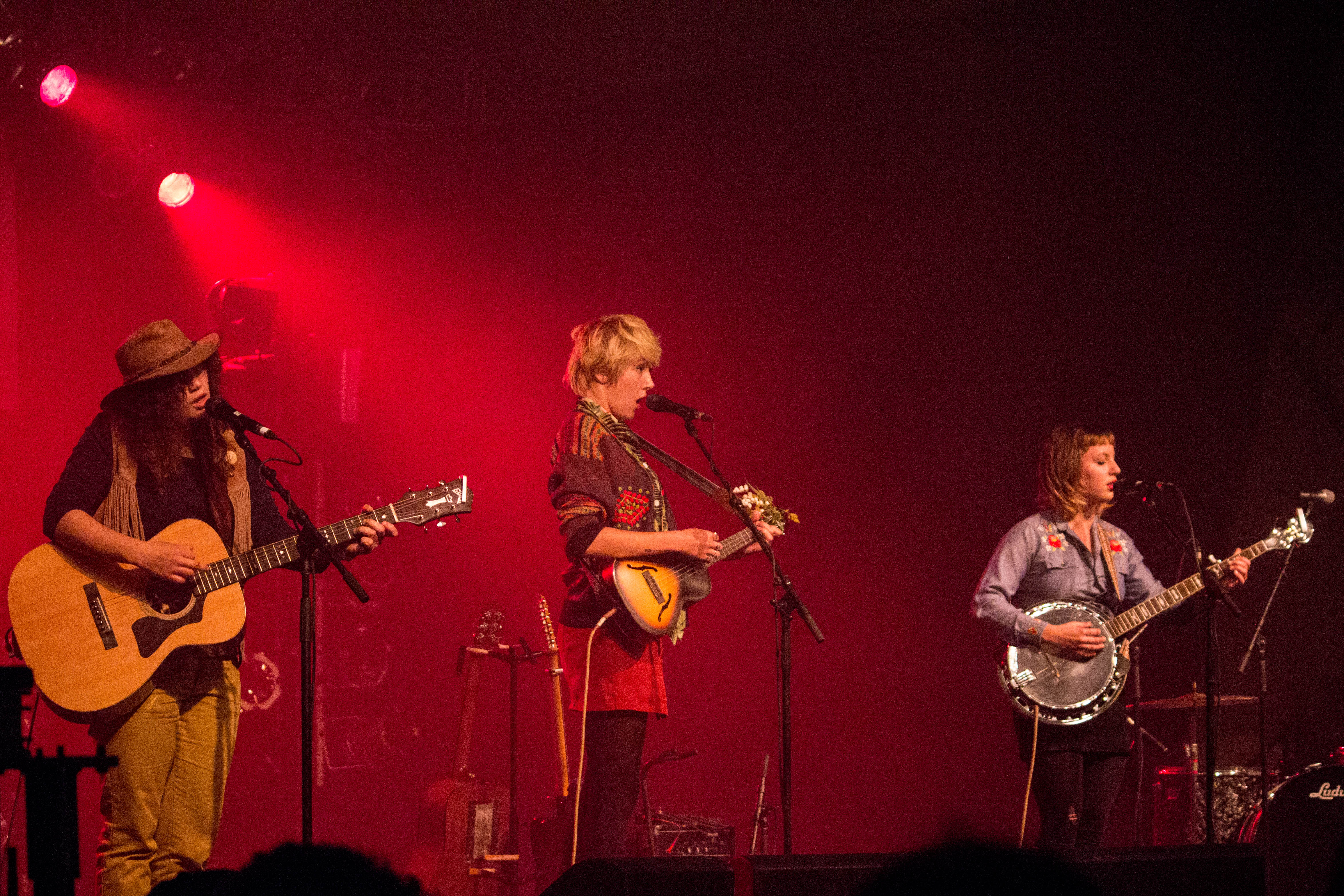
Les Hay Babies au Festival international de la chanson de Granby en 2013.
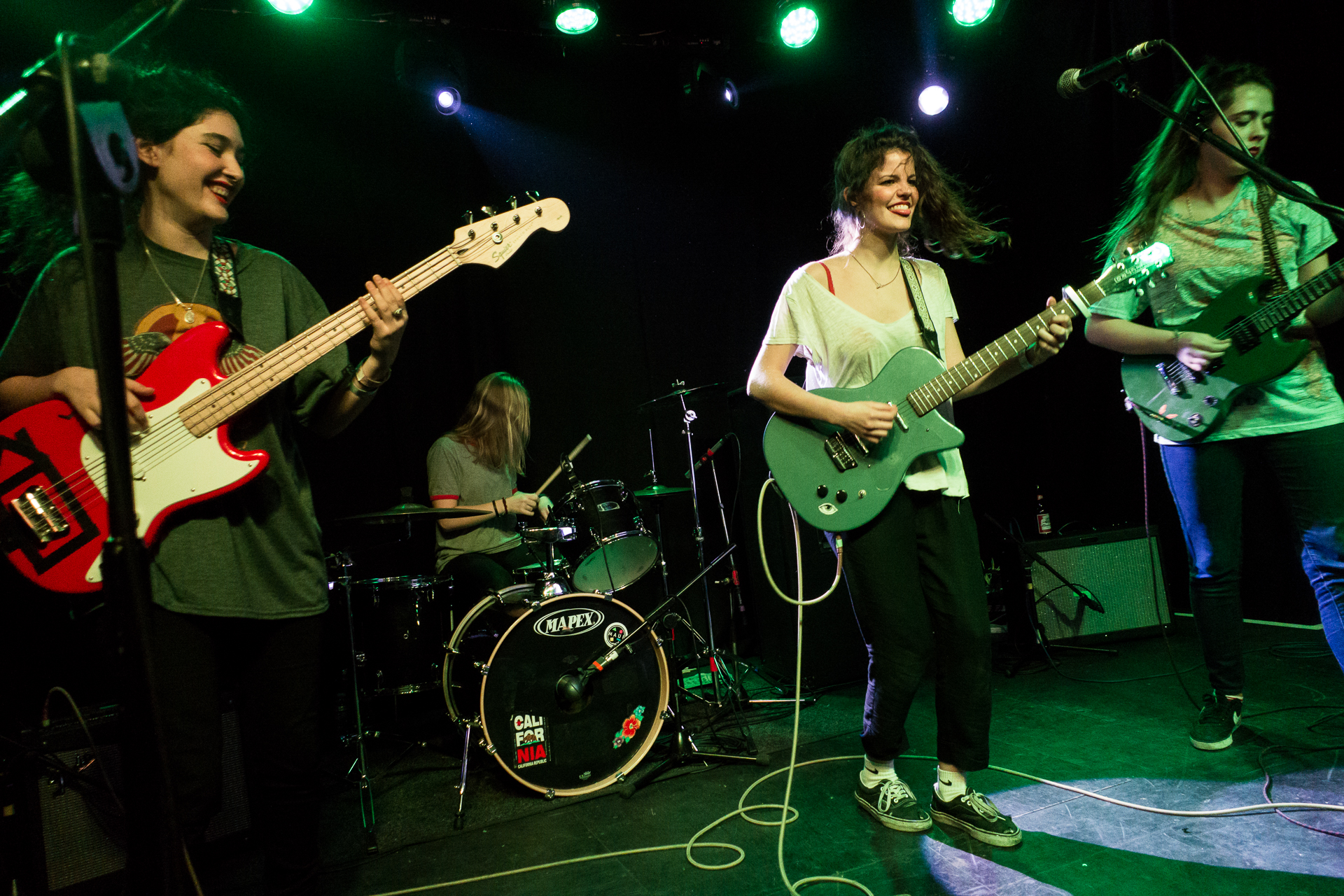
Hinds à Londres en 2015.

## I
| Indica                               | Finlande   |
| Indigo Girls                         | États-Unis |
| International Sweethearts of Rhythm, | États-Unis |
| The Iron Maidens                     | États-Unis |

Début de page

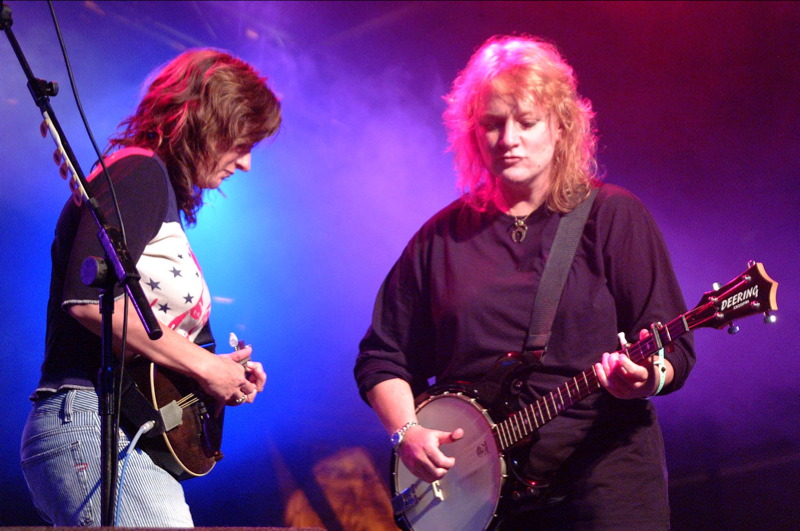
Indigo Girls en août 2002.
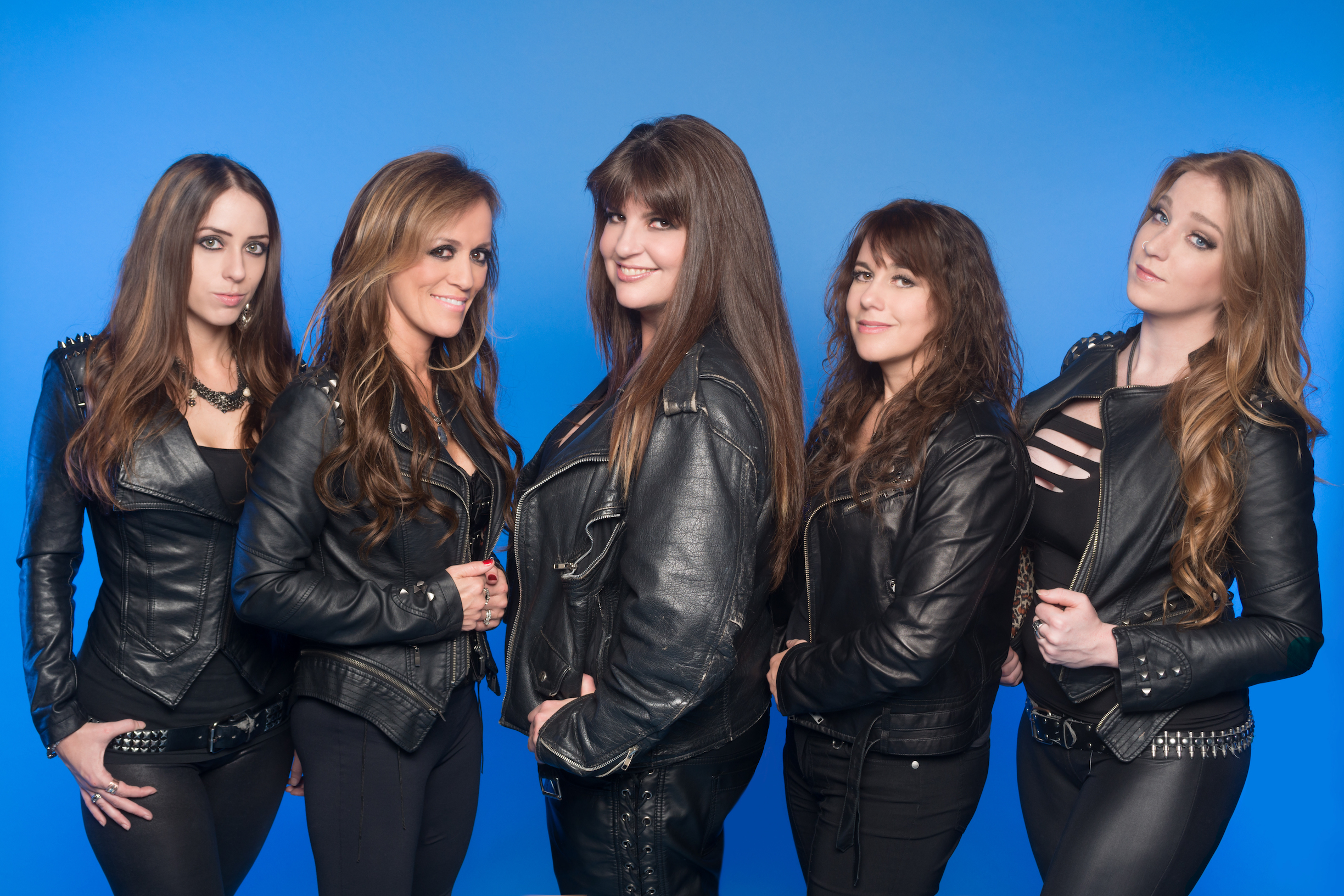
The Iron Maidens en 2016.

## J
| Jack Off Jill | États-Unis |

Début de page

## K
| Katzenjammer  | Norvège    |
| Las Kellies   | Argentine  |
| Kiroro        | Japon      |
| Kittie,       | Canada     |
| Kombinaciya   | Russie     |
| KSM           | États-Unis |
| Kumbia Queers | Argentine  |

Début de page

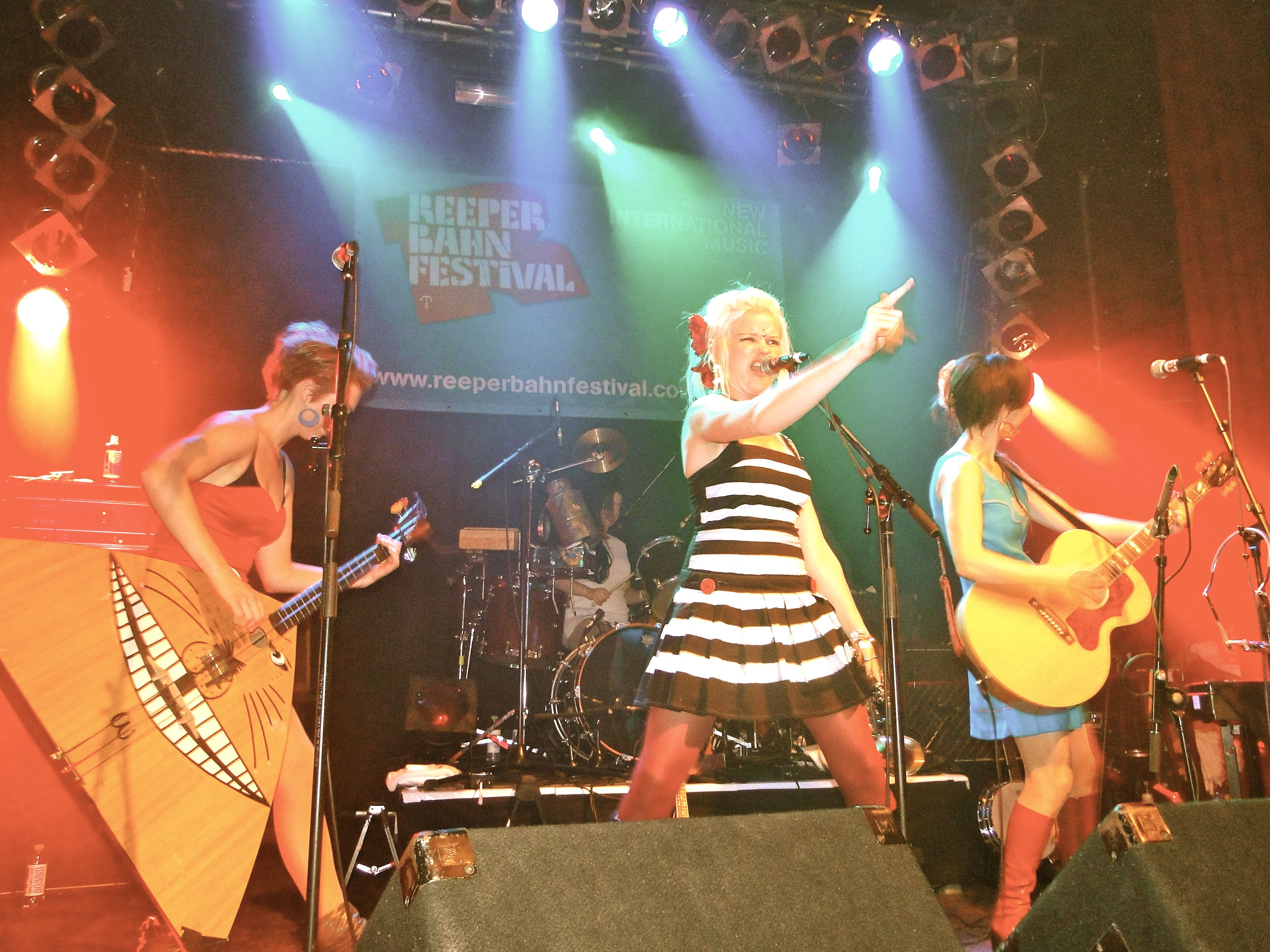
Katzenjammer en concert à Hambourg en 2009.
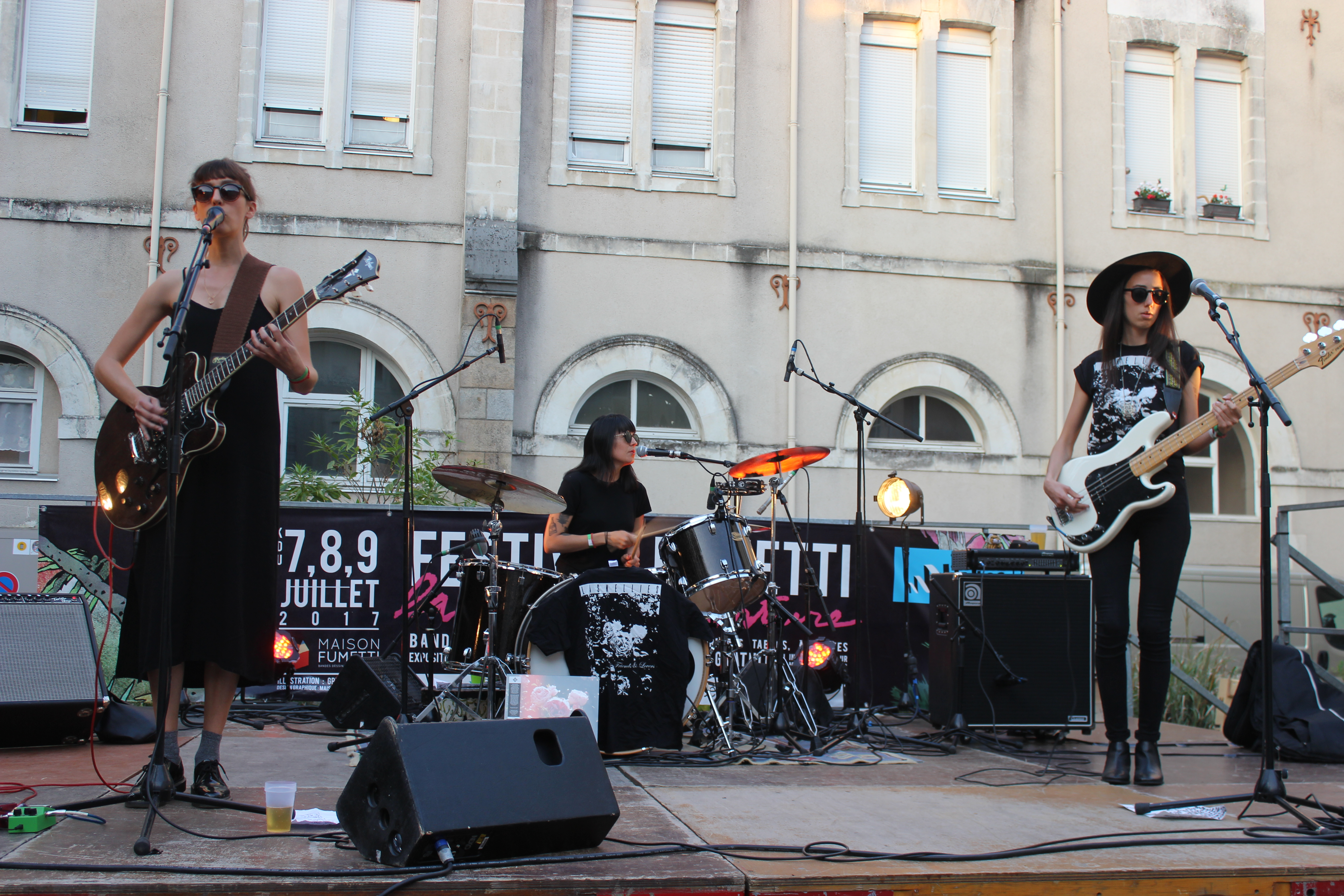
Las Kellies en concert à Nantes en juillet 2017.
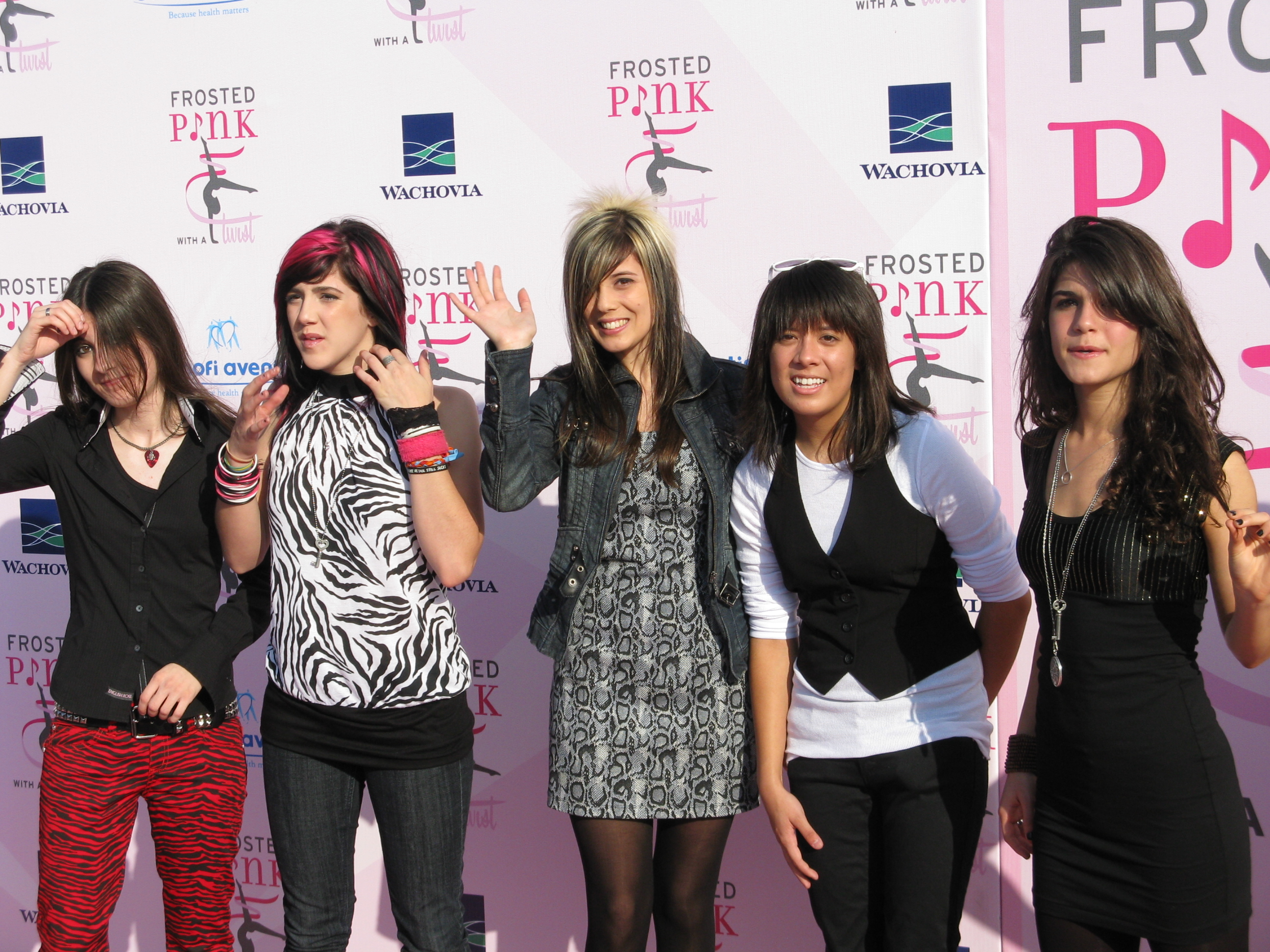
KSM à Old Town en septembre 2008.
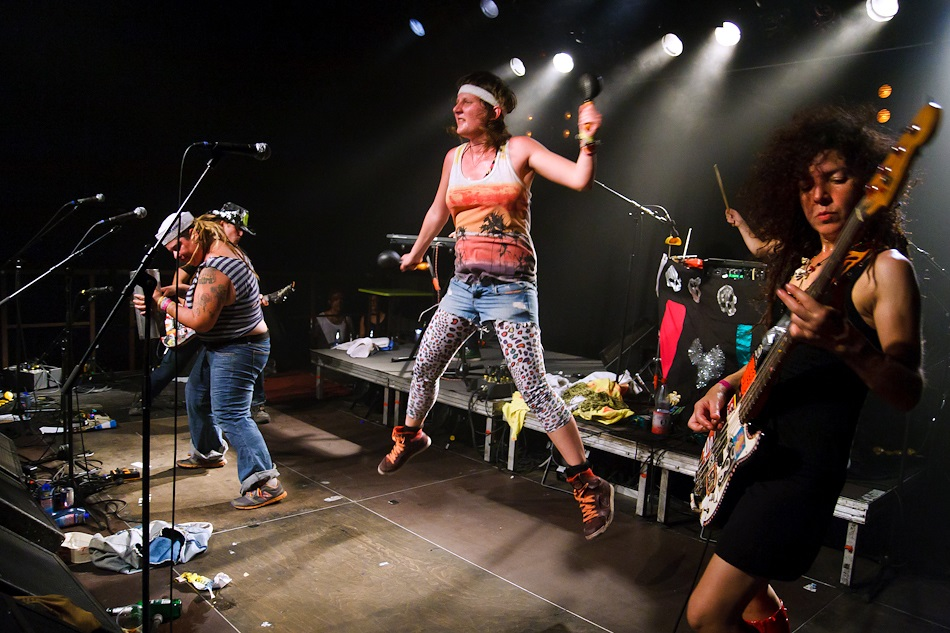
Kumbia Queers en 2013.

## L
| L5                  | France      |
| L7,                 | États-Unis  |
| LazyGunsBrisky      | Japon       |
| The Ladybirds       | Danemark    |
| LEJ                 | France      |
| Lesbians on Ecstasy | Canada      |
| Let's Eat Grandma   | Royaume-Uni |
| Les Zawagui         | Guinée      |
| Lez Zeppelin        | États-Unis  |
| Liliput             | Suisse      |
| The Linda Lindas    | États-Unis  |
| The Liverbirds      | Royaume-Uni |
| Lovebites           | Japon       |
| Lovendor            | Japon       |
| Lunachicks          | États-Unis  |

Début de page

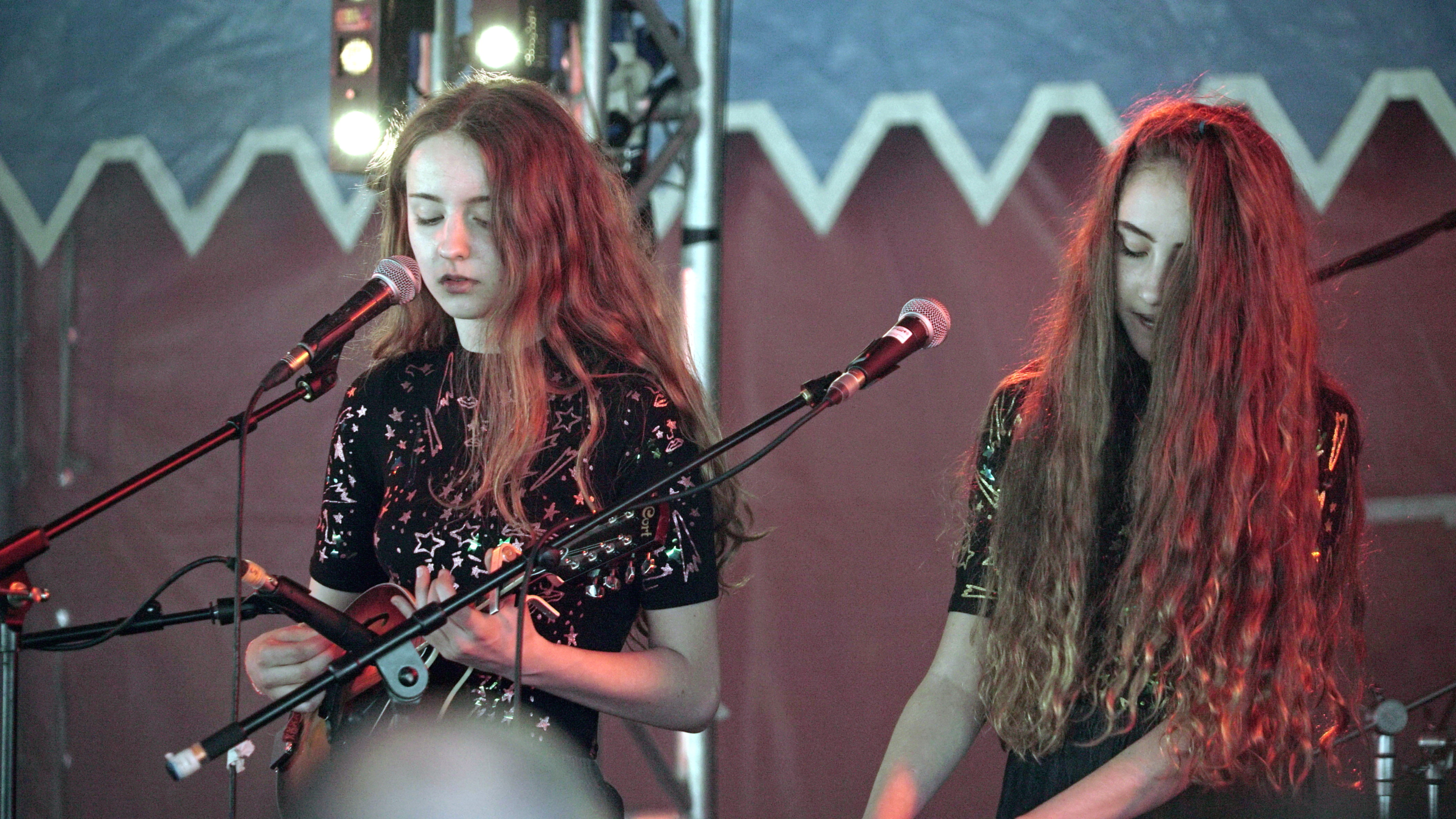
Let's Eat Grandma à Londres en 2016.
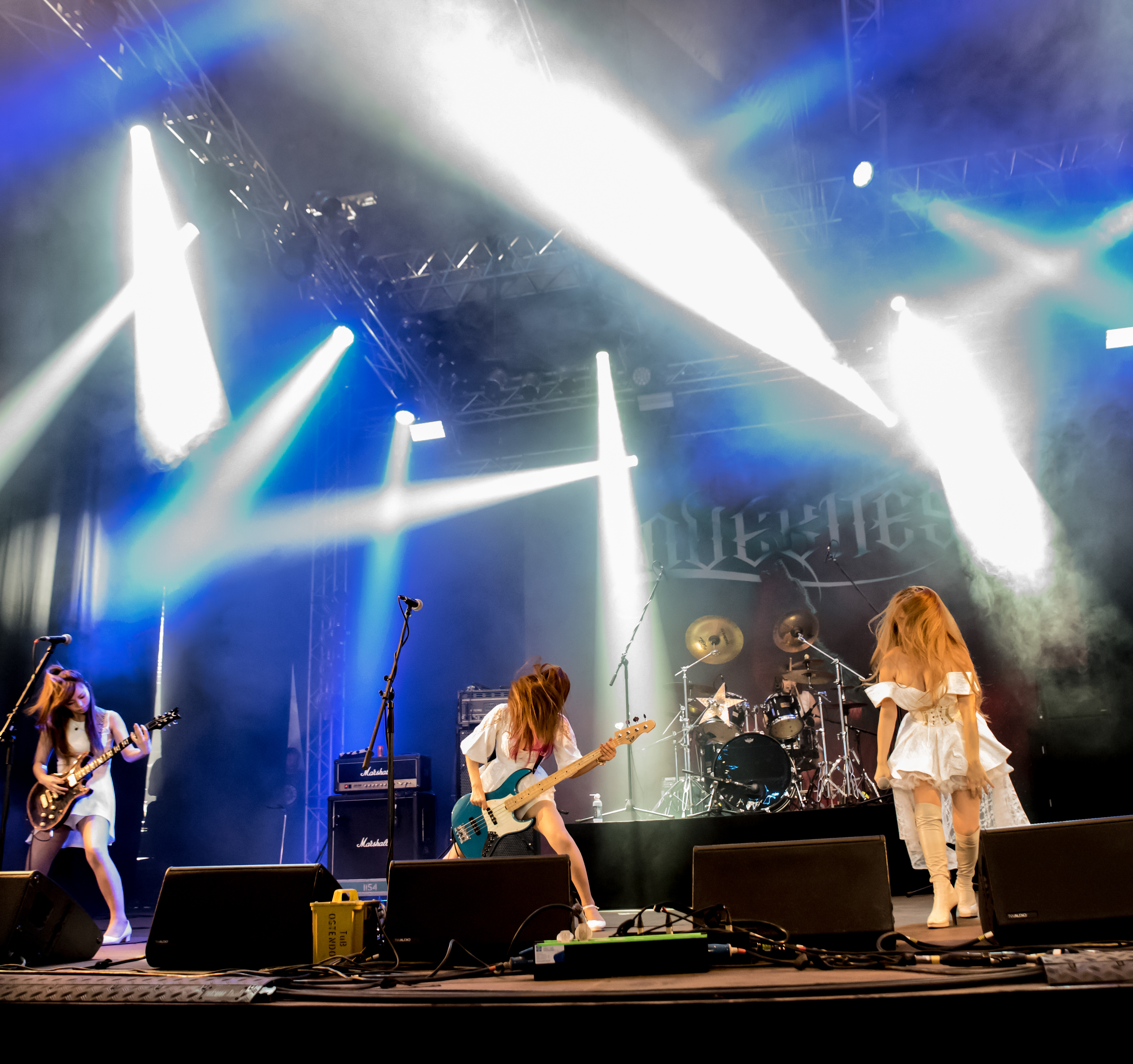
Lovebites au Wacken Open Air de 2018.

## M
| La Mal Coiffée       | France        |
| Mania D              | Allemagne     |
| MARIA                | Japon         |
| Meanstreak           | États-Unis    |
| Meet Me at the Altar | États-Unis    |
| Megan and Liz        | États-Unis    |
| As Mercenárias       | Brésil        |
| Moranbong Band       | Corée du Nord |
| The Murmurs          | États-Unis    |

Début de page

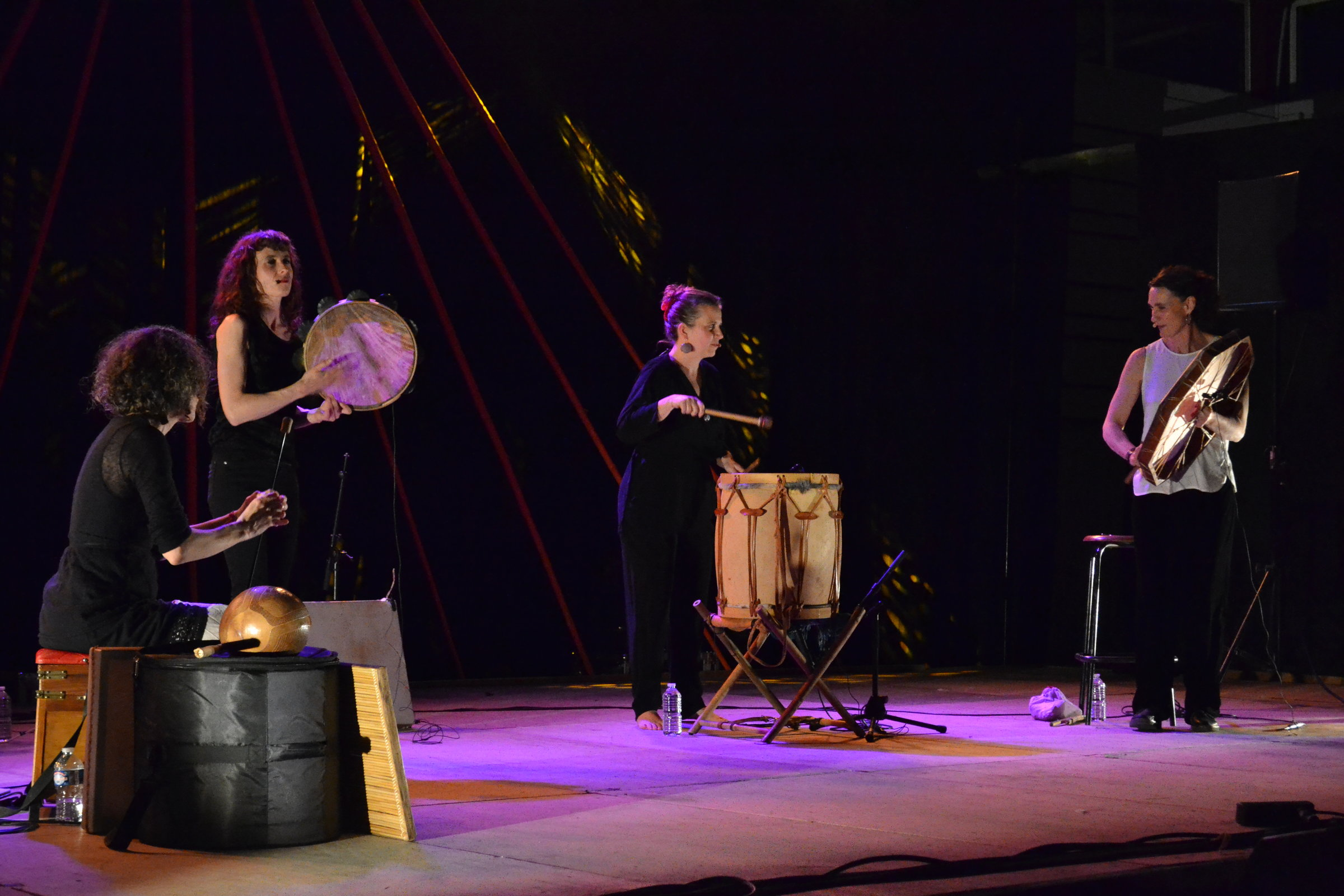
La Mal Coiffée au Primtemps de l'arribèra en 2018.
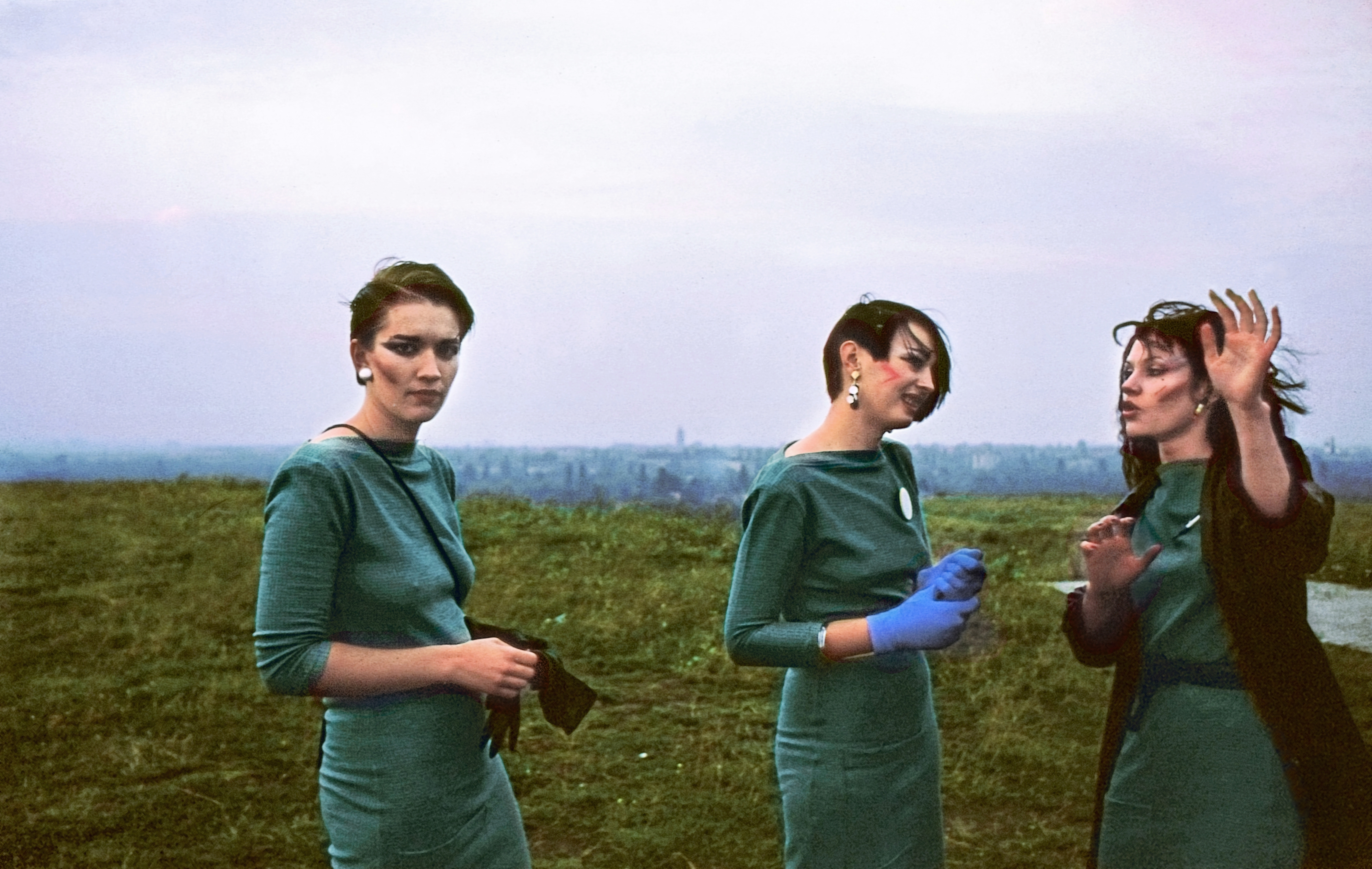
Mania D à Berlin en septembre 1979.
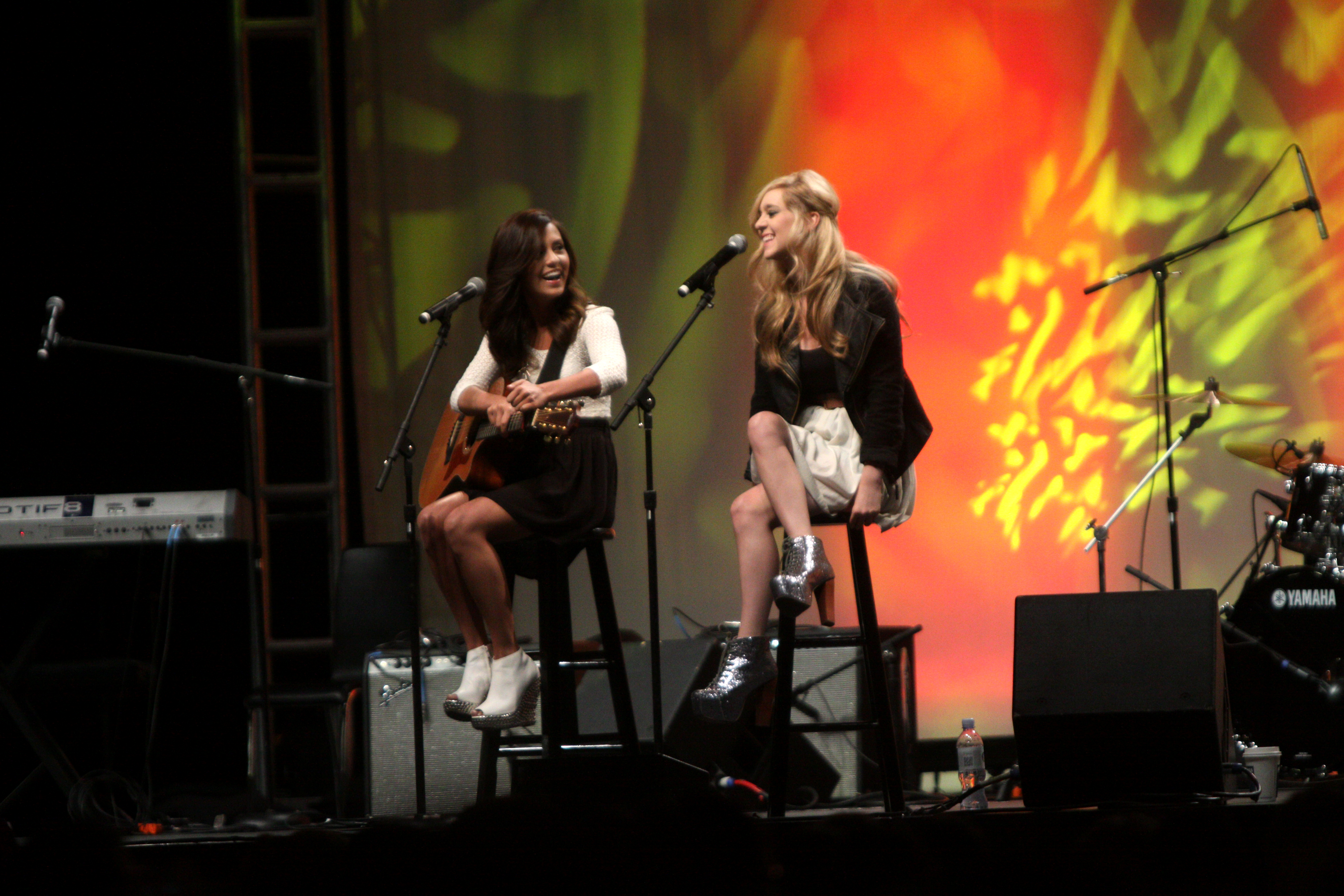
Megan and Liz au VidCon en 2012.

## N
| Nakanomori Band | Japon       |
| Nisennenmondai  | Japon       |
| Nosoträsh       | Espagne     |
| Nova Twins      | Royaume-Uni |
| Nylon           | Islande     |

Début de page

## O
| OreSkaBand     | Japon  |
| The Organ      | Canada |
| Otoboke Beaver | Japon  |

Début de page

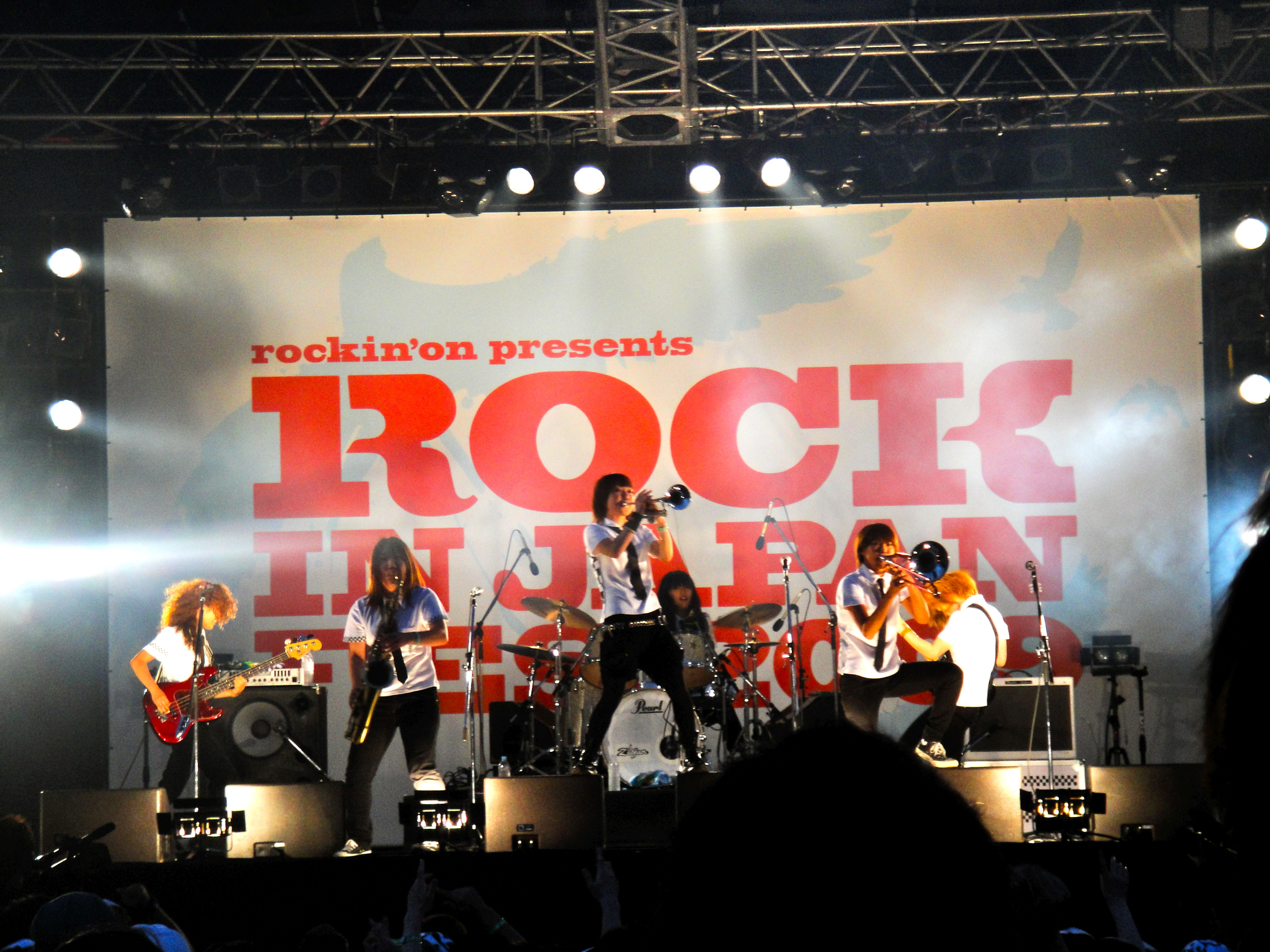
OreSkaBand au Rock in Japan Festival de 2009.
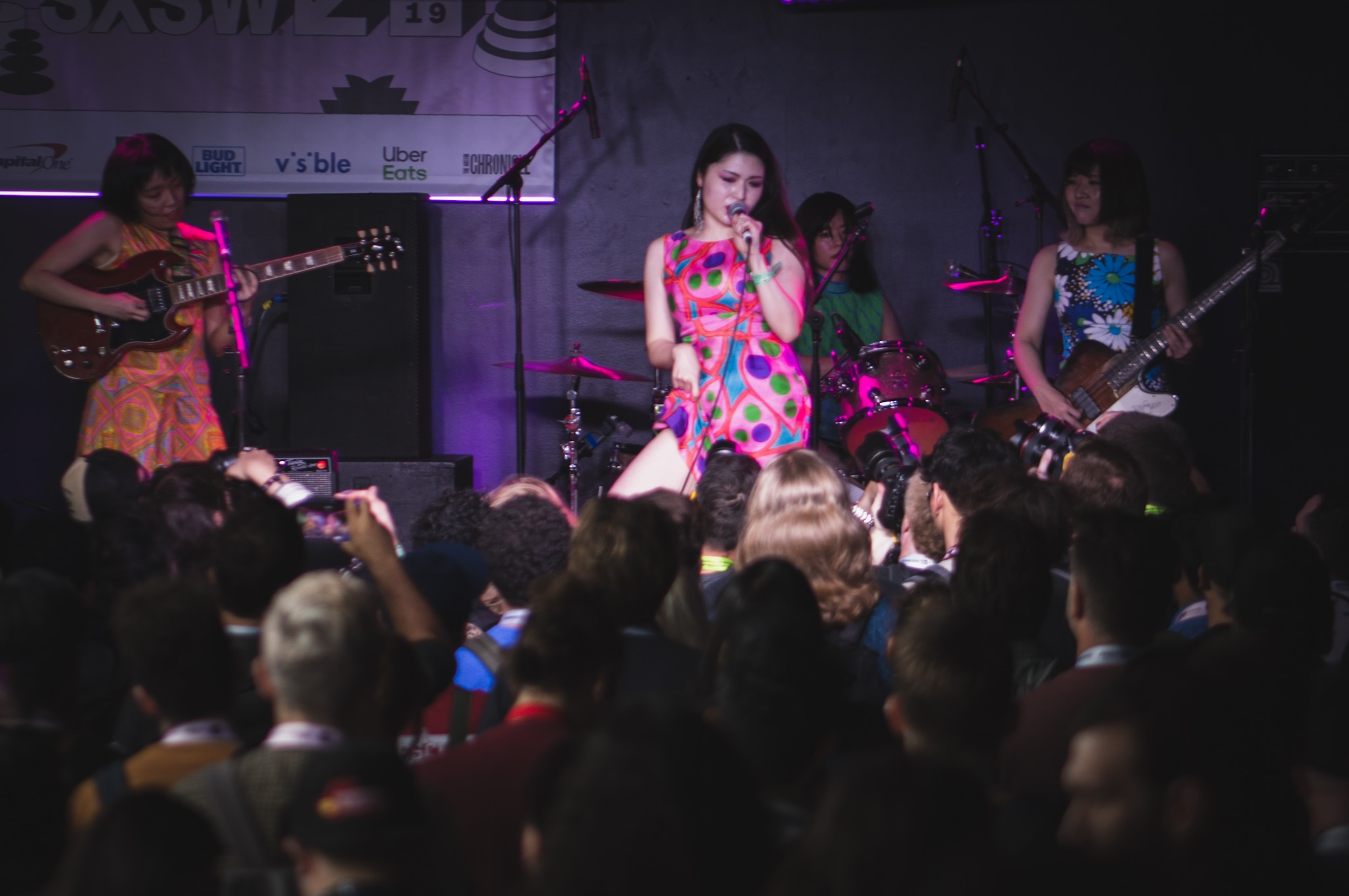
Otoboke Beaver en 2019.

## P
| The Peggies          | Japon      |
| Phantom Blue         | États-Unis |
| The Pierces          | États-Unis |
| Les Plastiscines     | France     |
| Plumtree             | Canada     |
| Pony Up!             | Canada     |
| Prairie View Co-eds, | États-Unis |
| Princess Princess    | Japon      |
| Prussian Blue        | États-Unis |
| Pussy Riot           | Russie     |

Début de page

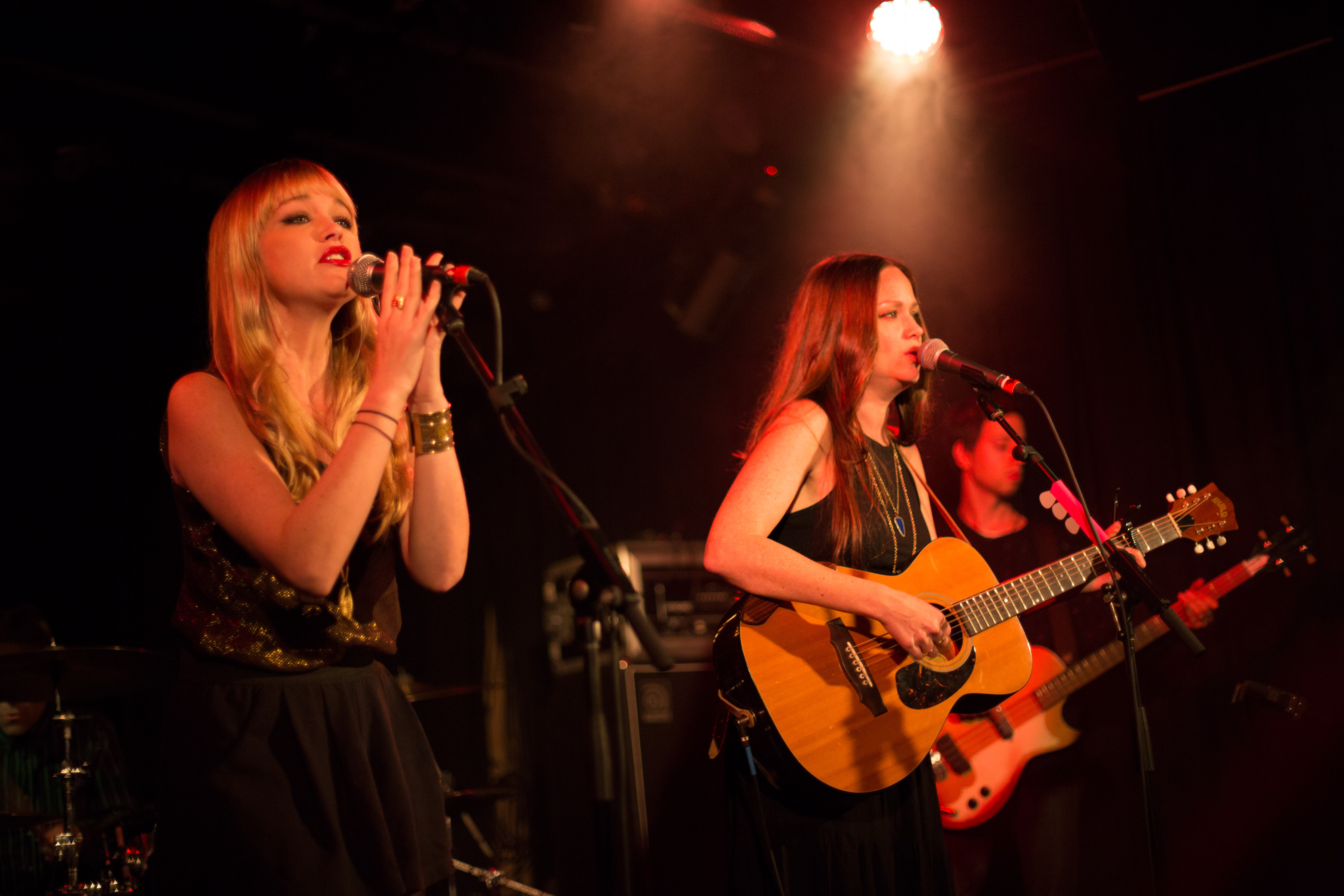
The Pierces en 2012.
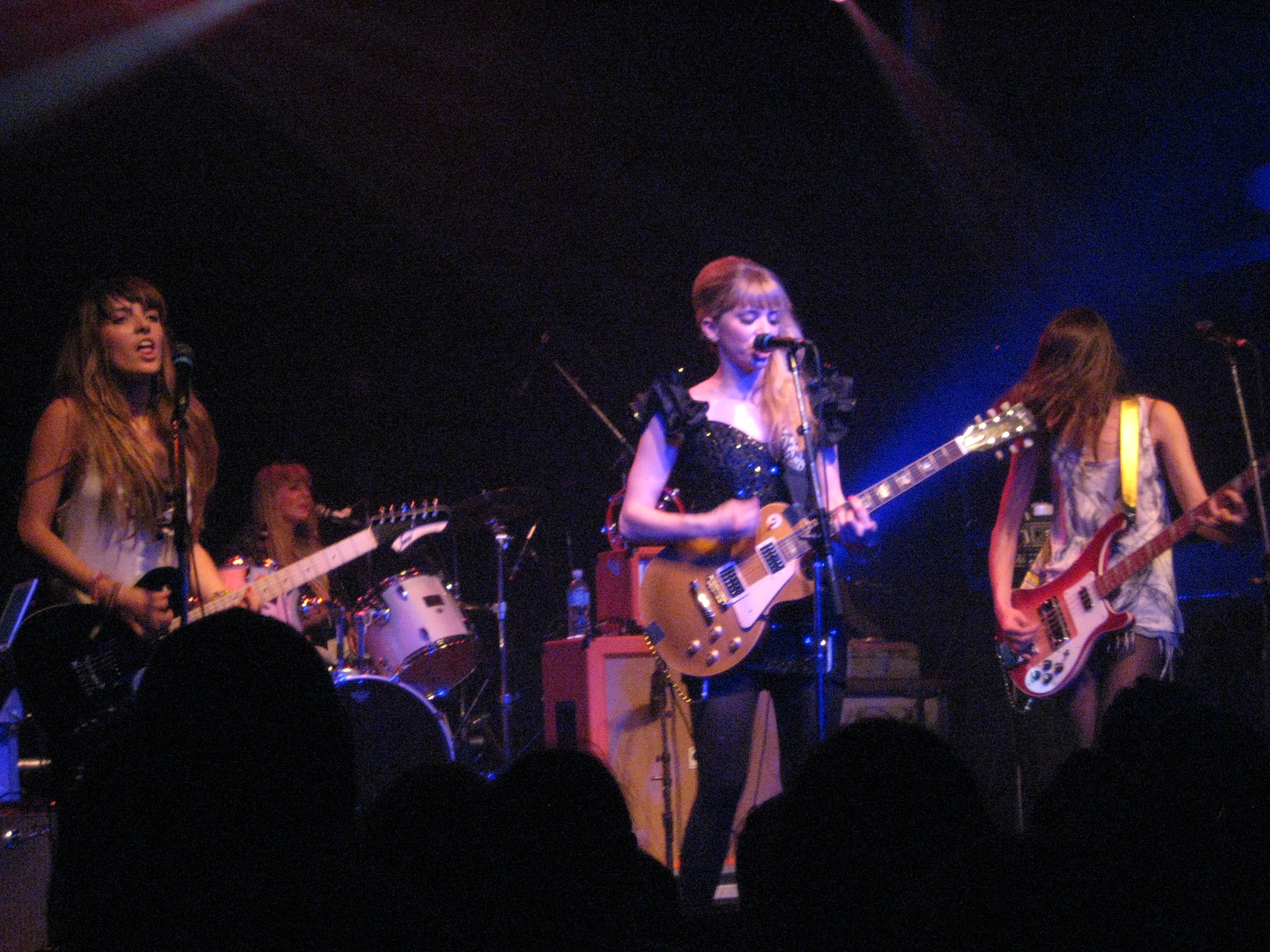
Les Plastiscines en 2009.
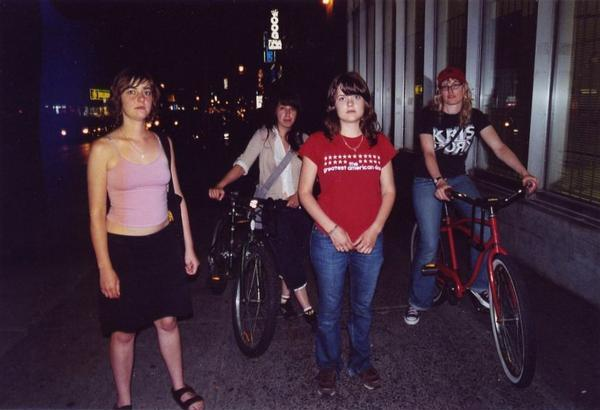
Pony Up! à Montréal en 2007.
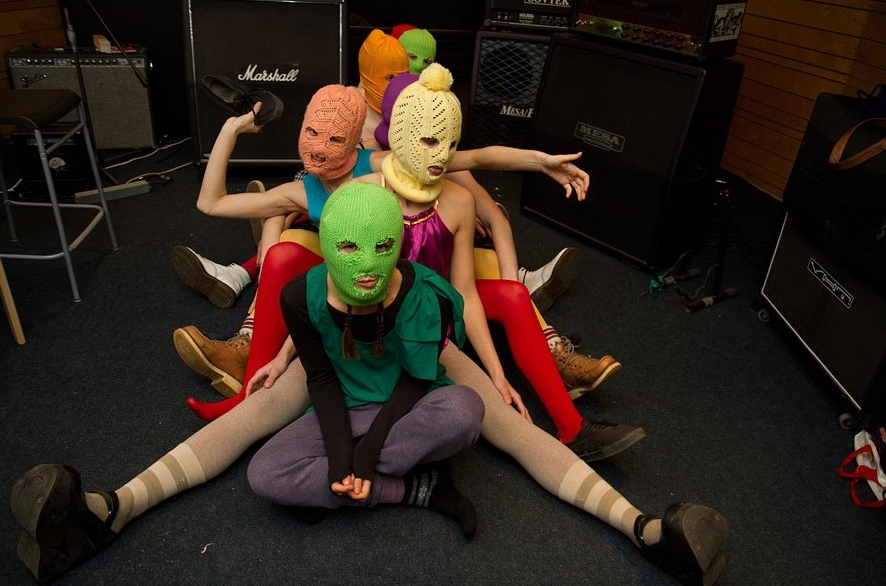
Pussy Riot en 2012.

## R
| The Raincoats         | Royaume-Uni  |
| Ranetki Girls         | Russie       |
| Reddi                 | Danemark     |
| Redhead Express       | États-Unis   |
| Les Reines prochaines | Suisse       |
| Robots in Disguise    | Royaume-Uni  |
| Rock Goddess          | Royaume-Uni  |
| Rolling Quartz        | Corée du Sud |
| The Runaways,         | États-Unis   |

Début de page

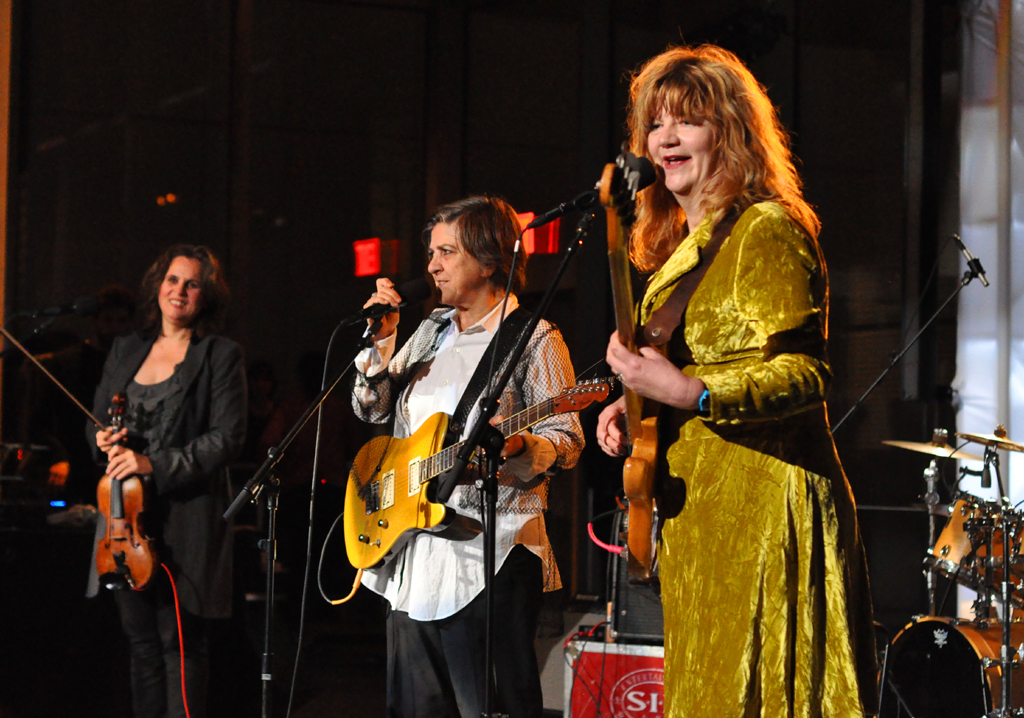
The Raincoats au Museum of Modern Art en novembre 2010.
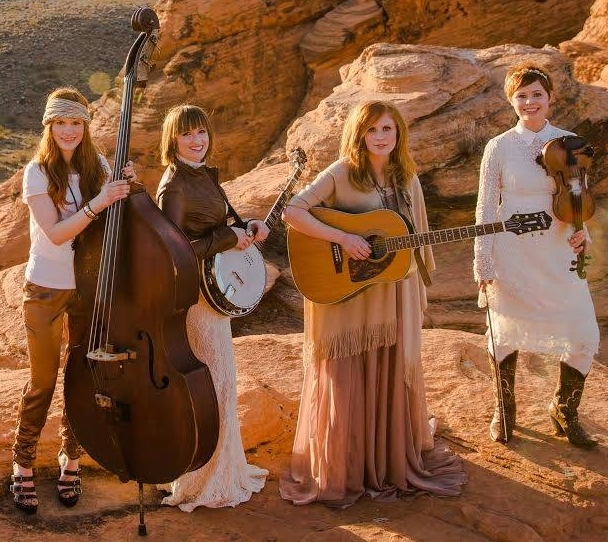
Redhead Express en 2015.
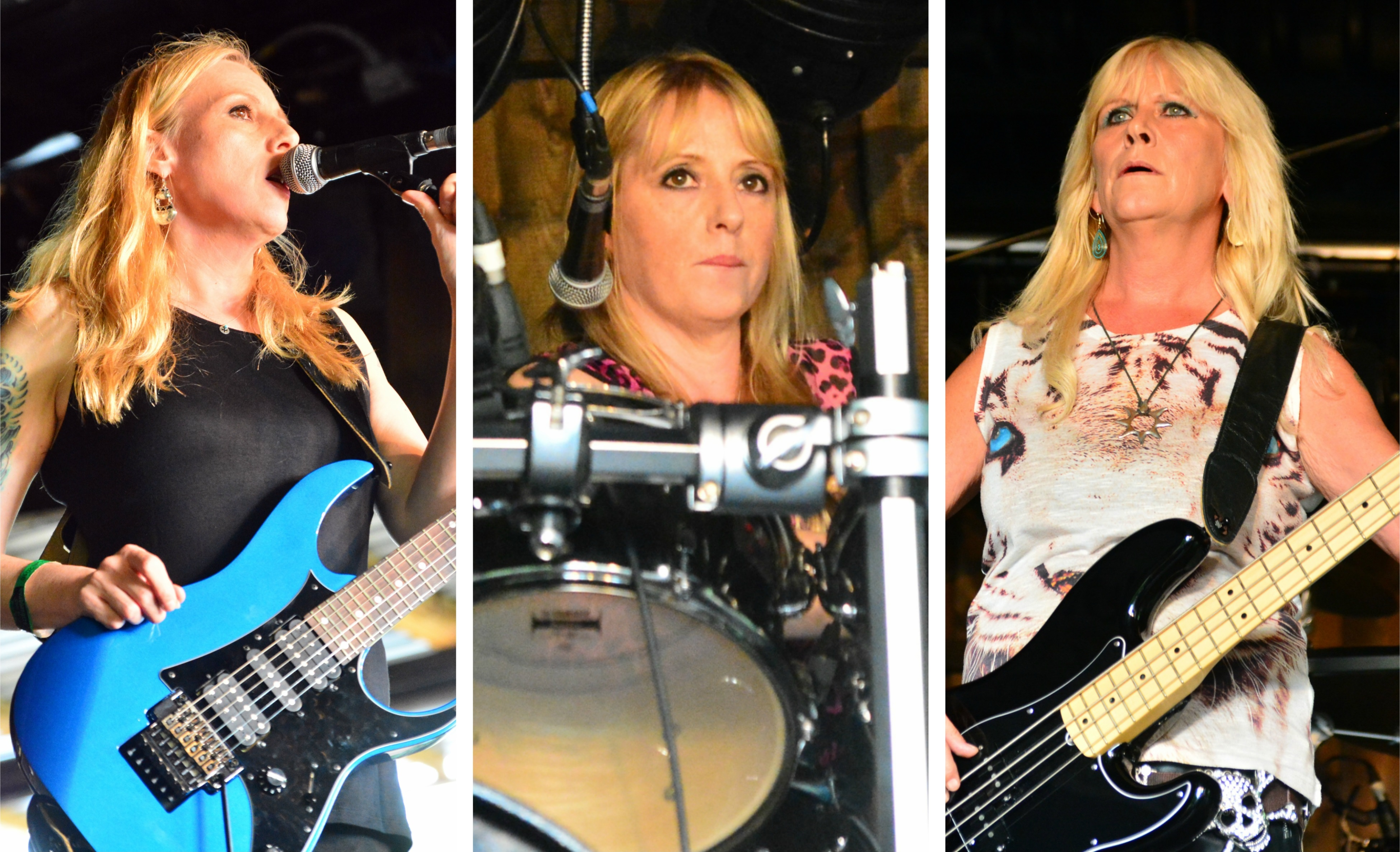
Rock Goddess au Headbangers Open Air de 2015.
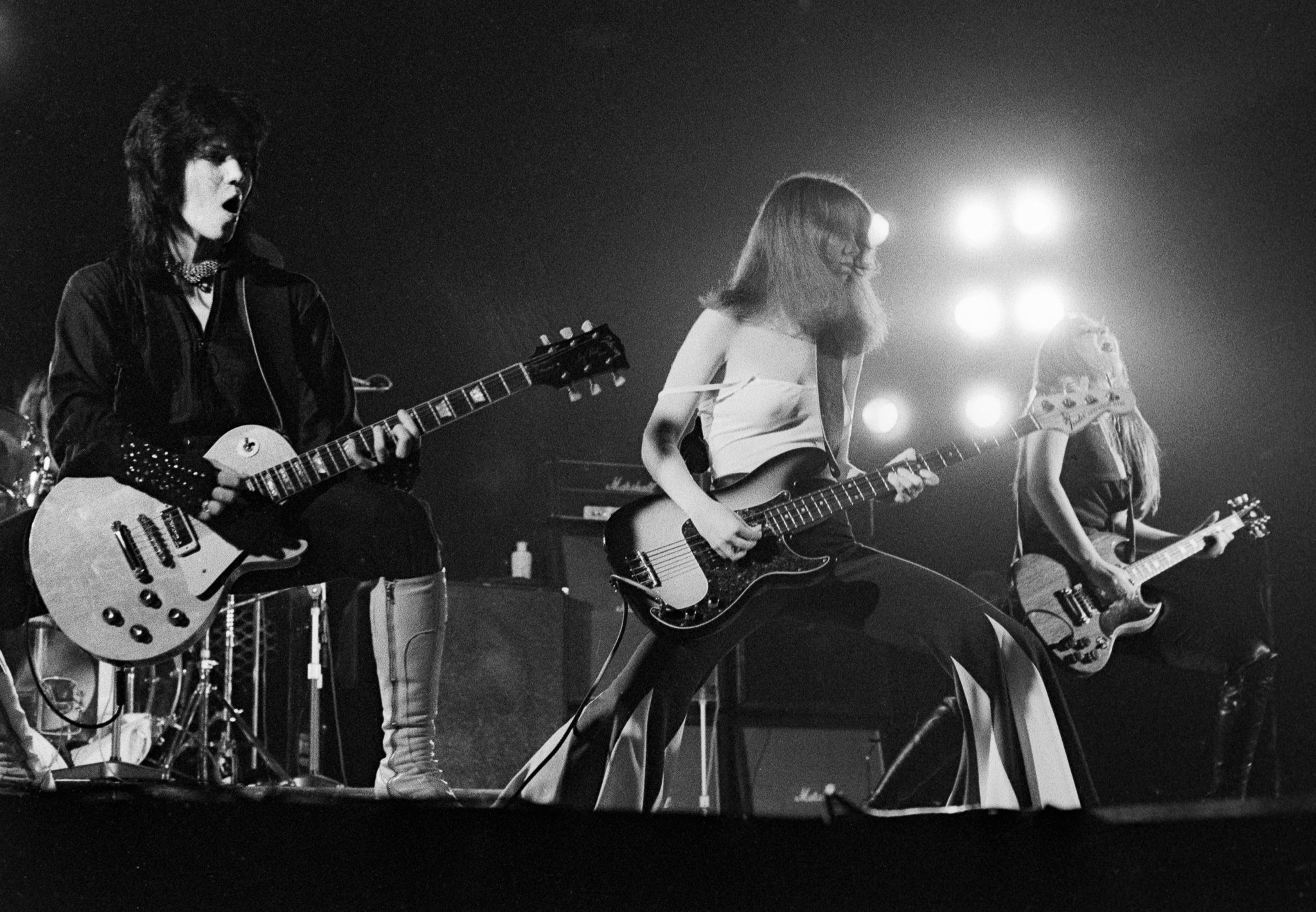
The Runaways en 1976.

## S
| Sahara Hotnights | Suède       |
| Sandal Telephone | Japon       |
| Savages          | Royaume-Uni |
| Scandal          | Japon       |
| The Shaggs,      | États-Unis  |
| Sheeduz          | France      |
| Shonen Knife     | Japon       |
| Show-Ya,         | Japon       |
| Silent Siren     | Japon       |
| Sleater-Kinney   | États-Unis  |
| The Slits,       | Royaume-Uni |
| Splendora        | États-Unis  |
| The Staves       | Royaume-Uni |
| Stereopony       | Japon       |

Début de page

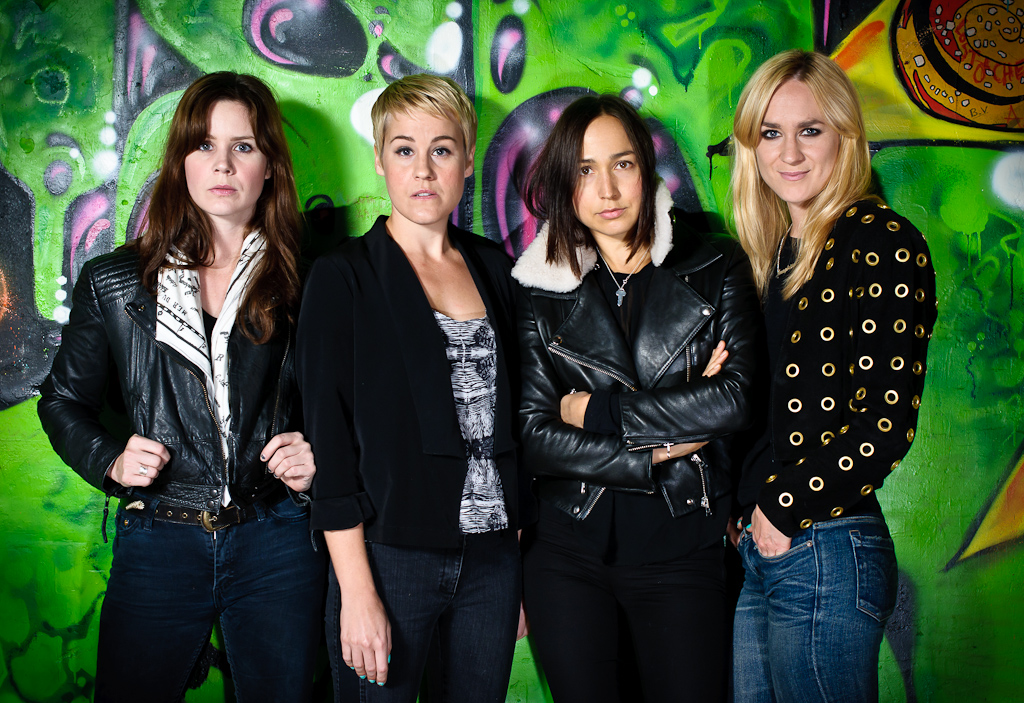
Sahara Hotnights à Stockholm en 2004.
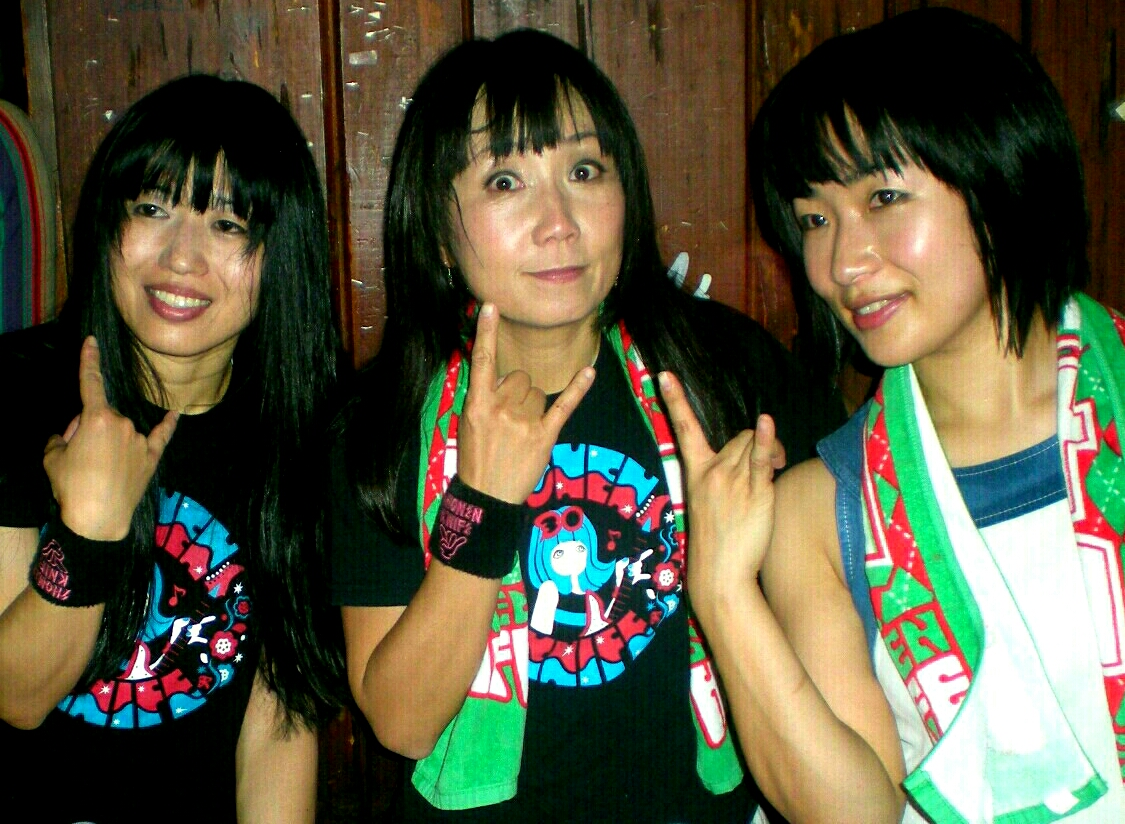
Shonen Knife après un concert en 2011.
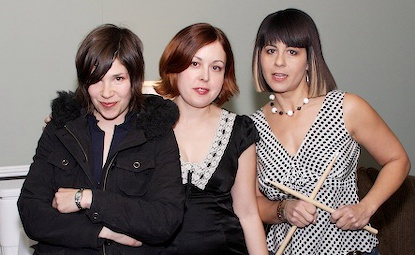
Sleater-Kinney au South by Southwest en 2006.
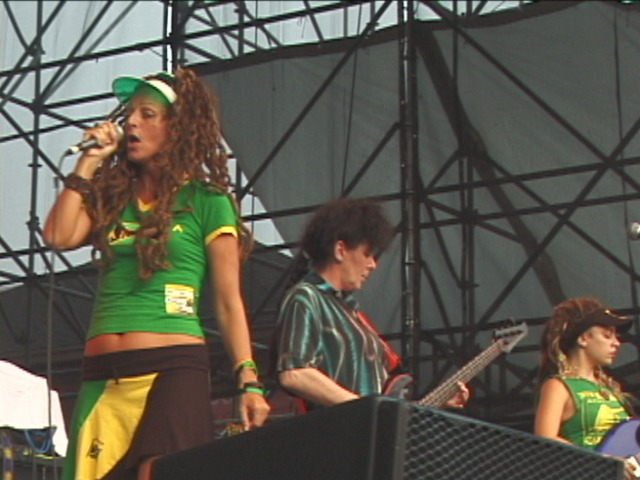
The Slits à Brooklyn en juillet 2007.

## T
| Christine Tassan et les Imposteures | Canada      |
| Team Dresch                         | États-Unis  |
| Tegan and Sara                      | Canada      |
| Têtes Noires                        | États-Unis  |
| The Last Dinner Party               | Royaume-Uni |
| Those Dancing Days                  | Suède       |
| Thunderbugs                         | Royaume-Uni |
| Le Tigre                            | États-Unis  |
| Tiktak                              | Finlande    |
| The Trashwomen                      | États-Unis  |
| TsuShiMaMiRe                        | Japon       |

Début de page

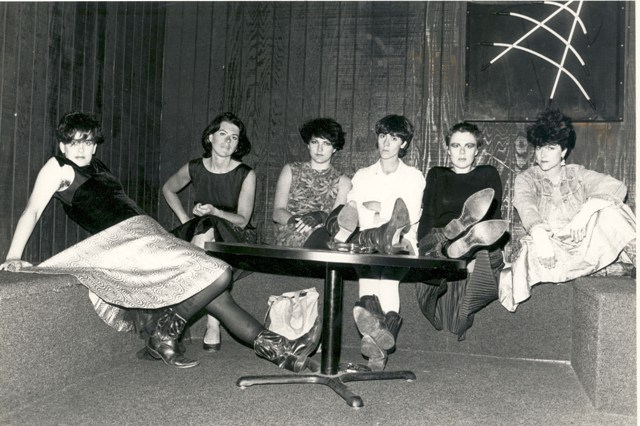
Têtes Noires à Minneapolis dans les années 1980.
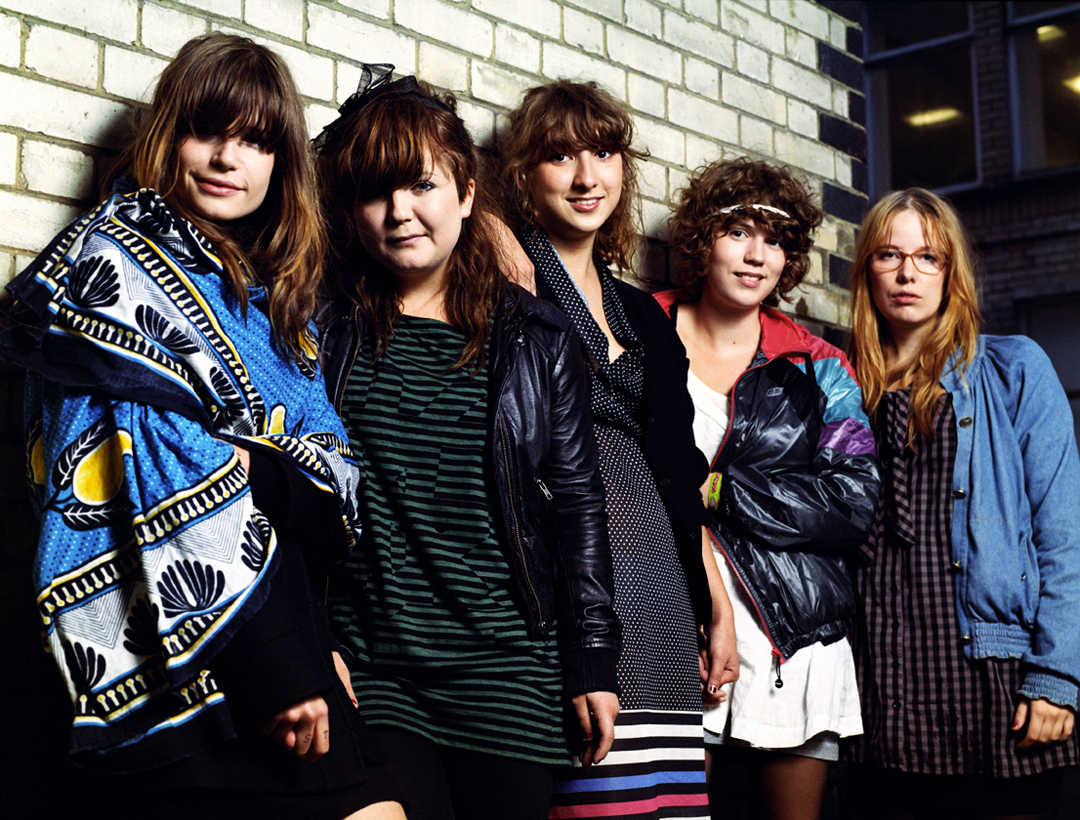
Those Dancing Days en juillet 2009.
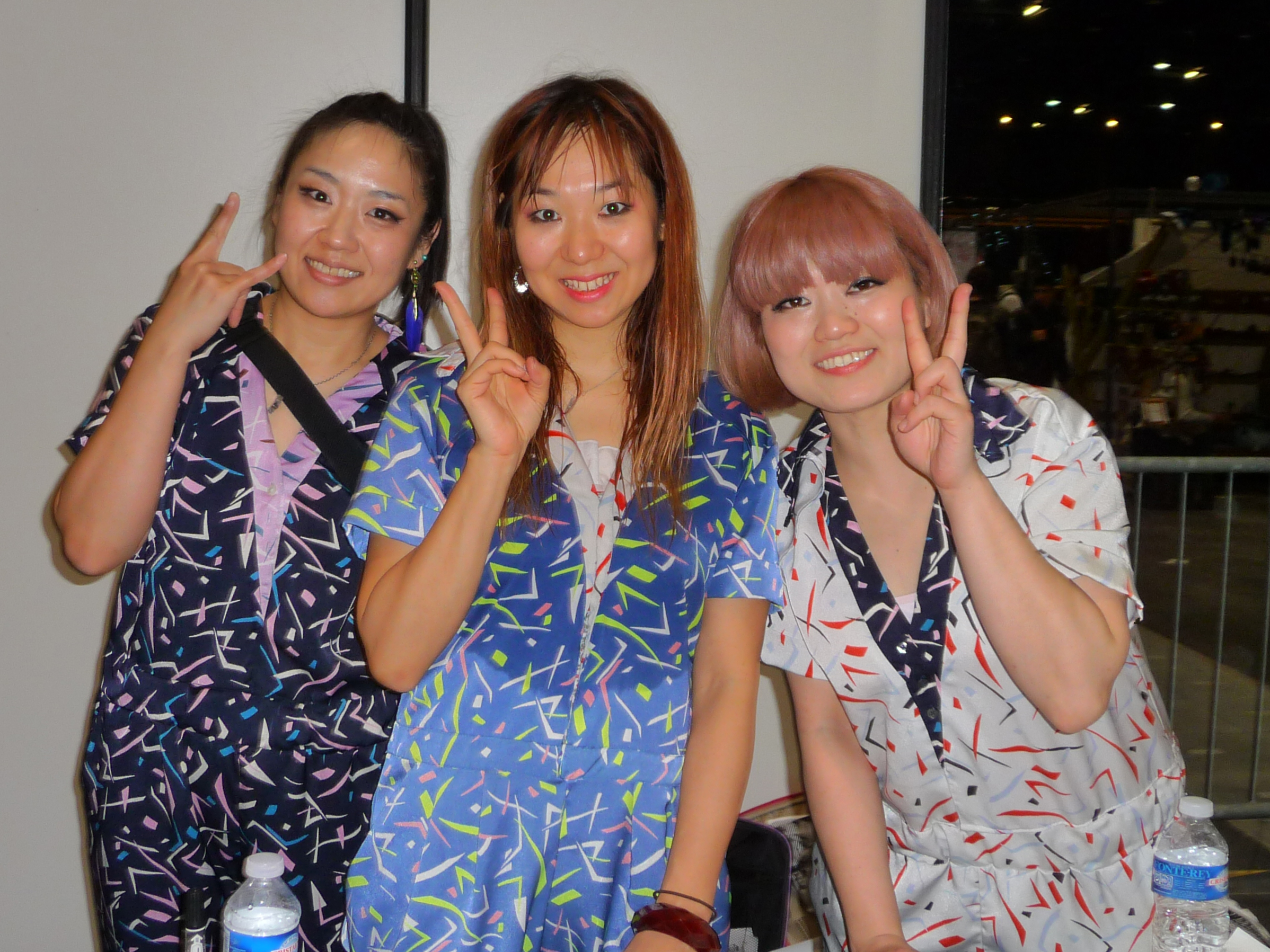
TsuShiMaMiRe à la Japan Touch de Lyon en 2016.

## U
| Uh Huh Her     | États-Unis |
| Uncle Earl     | États-Unis |
| Urban Symphony | Estonie    |
| Ut             | États-Unis |

Début de page

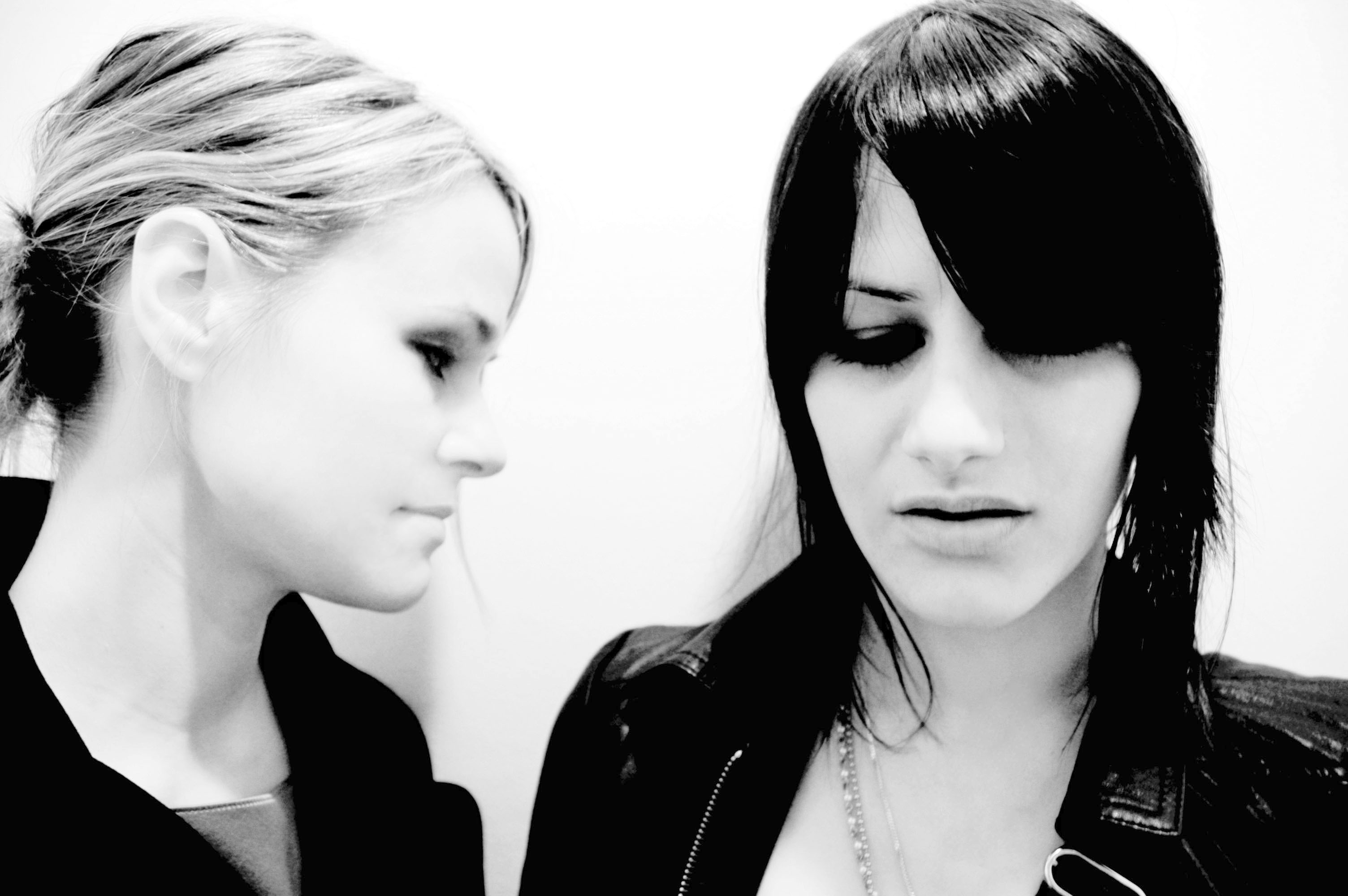
Uh Huh Her
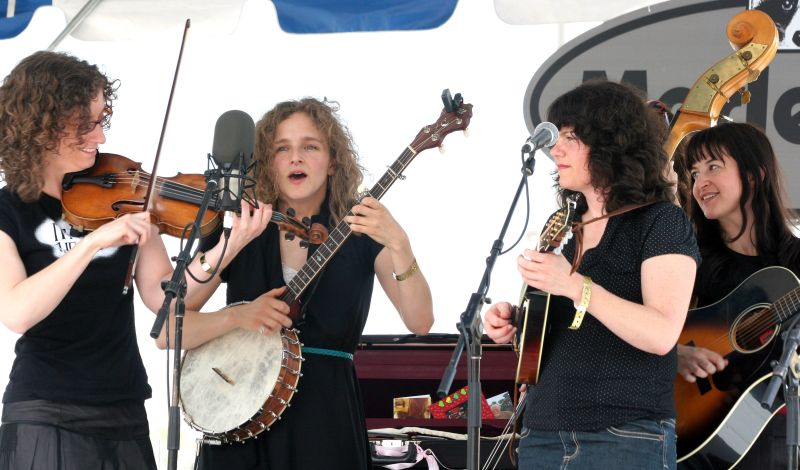
Uncle Earl en 2007.
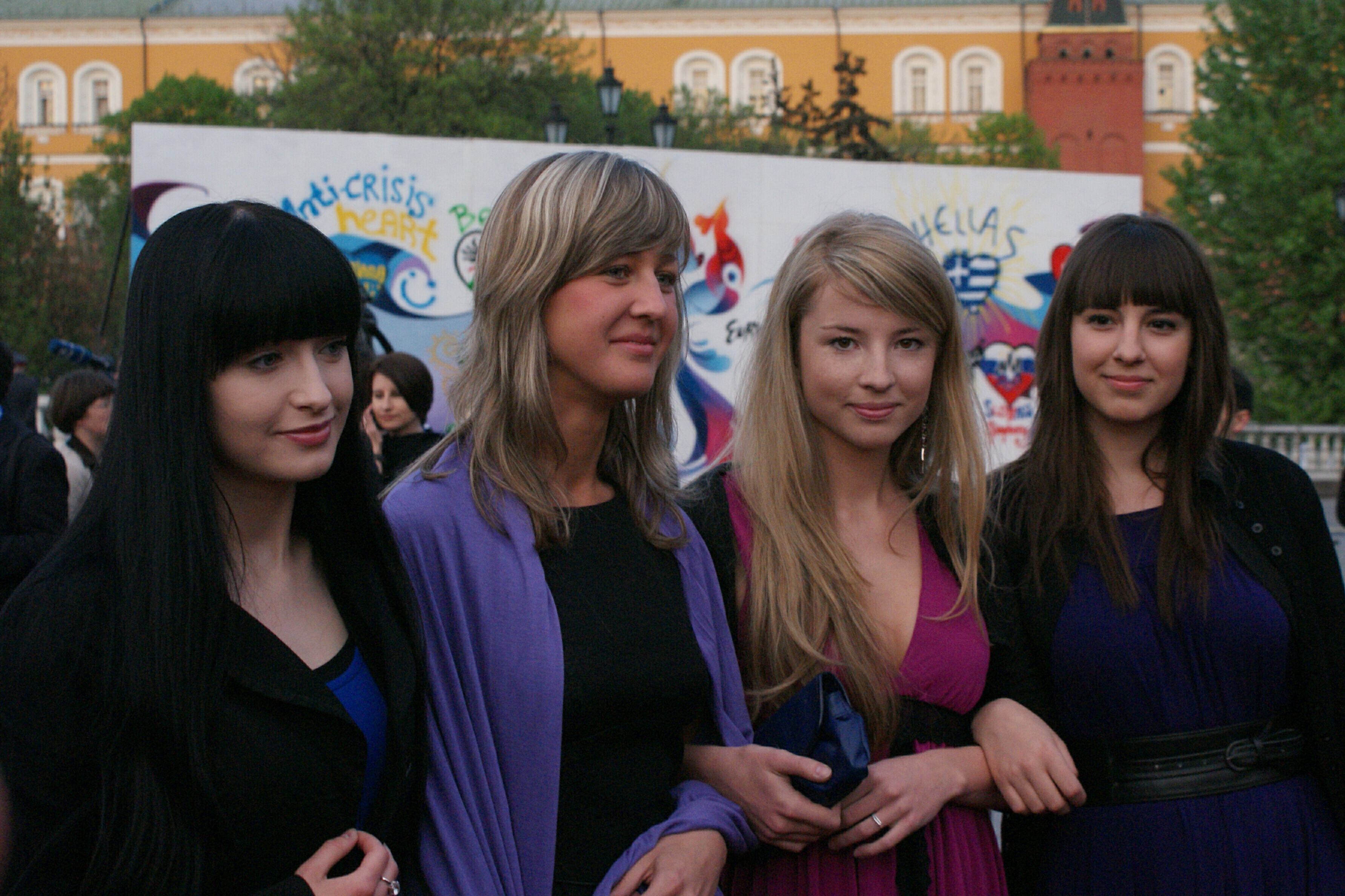
Urban Symphony à Moscou en 2009.

## V
| Vanilla Ninja     | Estonie     |
| Venin Carmin      | France      |
| Vesna             | Tchéquie    |
| Vivian Girls      | États-Unis  |
| Vixen,            | États-Unis  |
| Voice of Baceprot | Indonésie   |
| Von Iva           | États-Unis  |
| Voodoo Queens     | Royaume-Uni |

Début de page

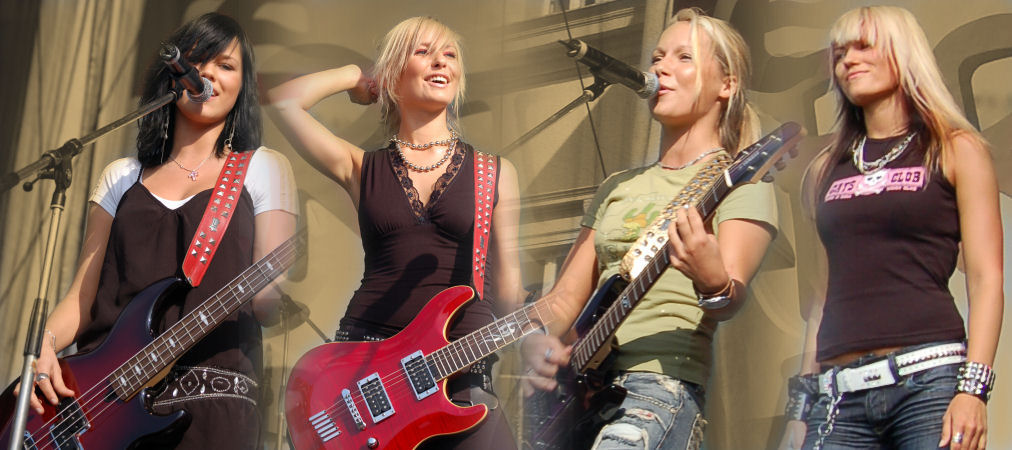
Vanilla Ninja en août 2005.
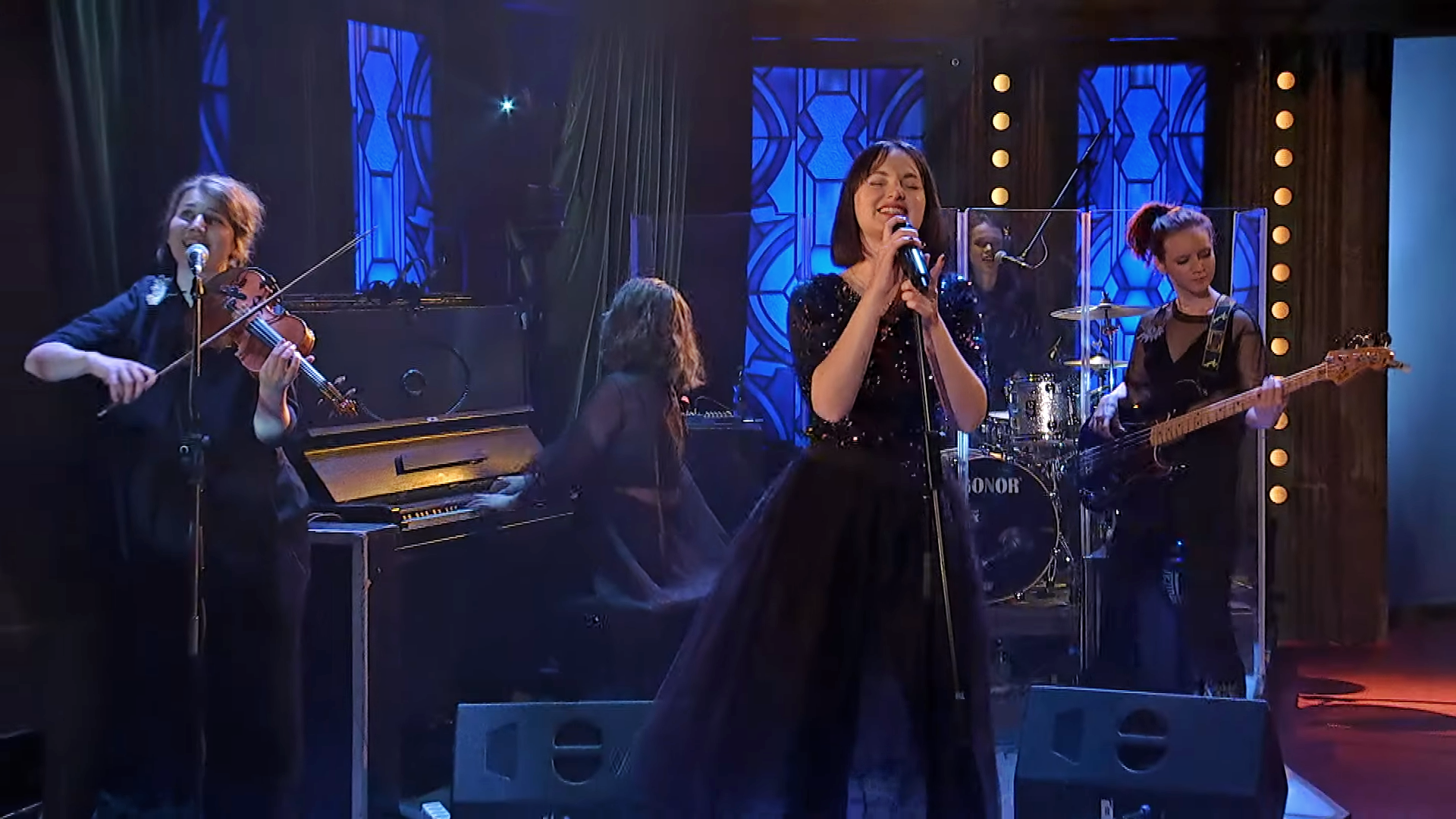
Vesna en 2021.
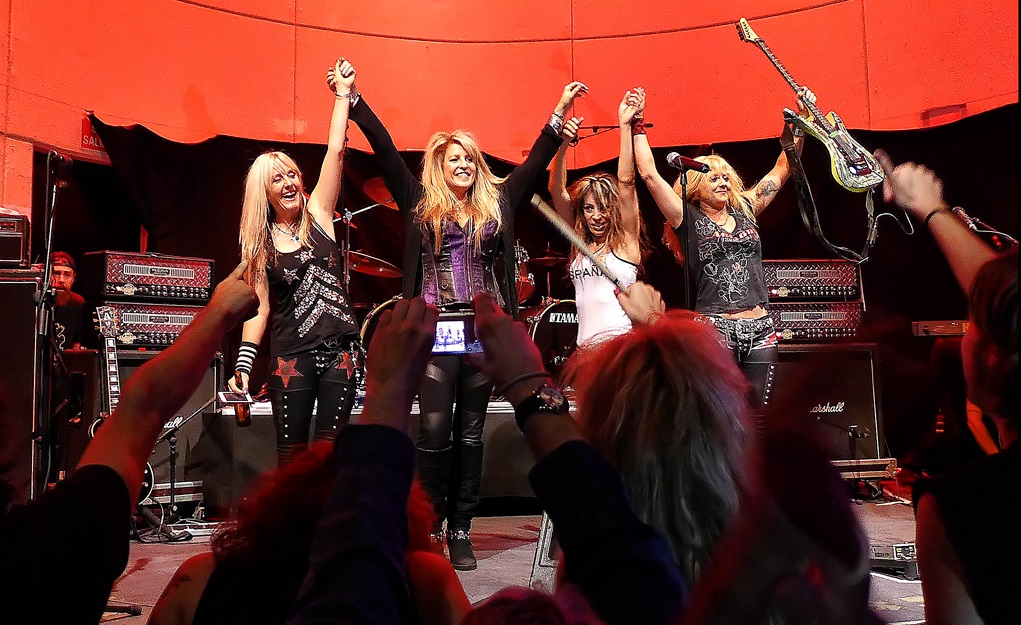
Vixen en 2014.
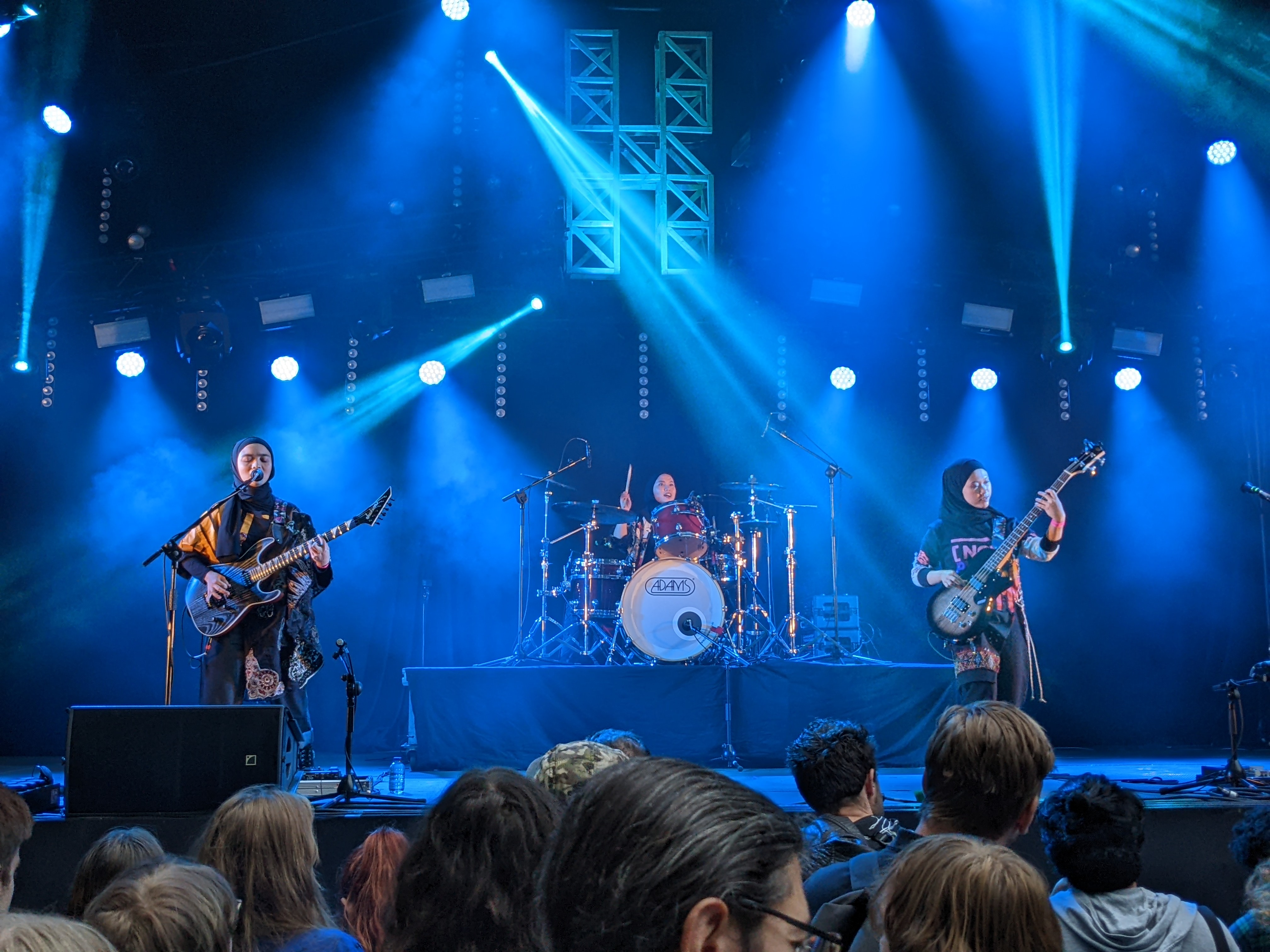
Voice of Baceprot en juillet 2022.

## W
| The Warning    | Mexique     |
| Wendy and Lisa | États-Unis  |
| Wet Leg        | Royaume-Uni |
| Whiteberry     | Japon       |
| Wild Flag      | États-Unis  |
| Wildwood Kin   | Royaume-Uni |

Début de page

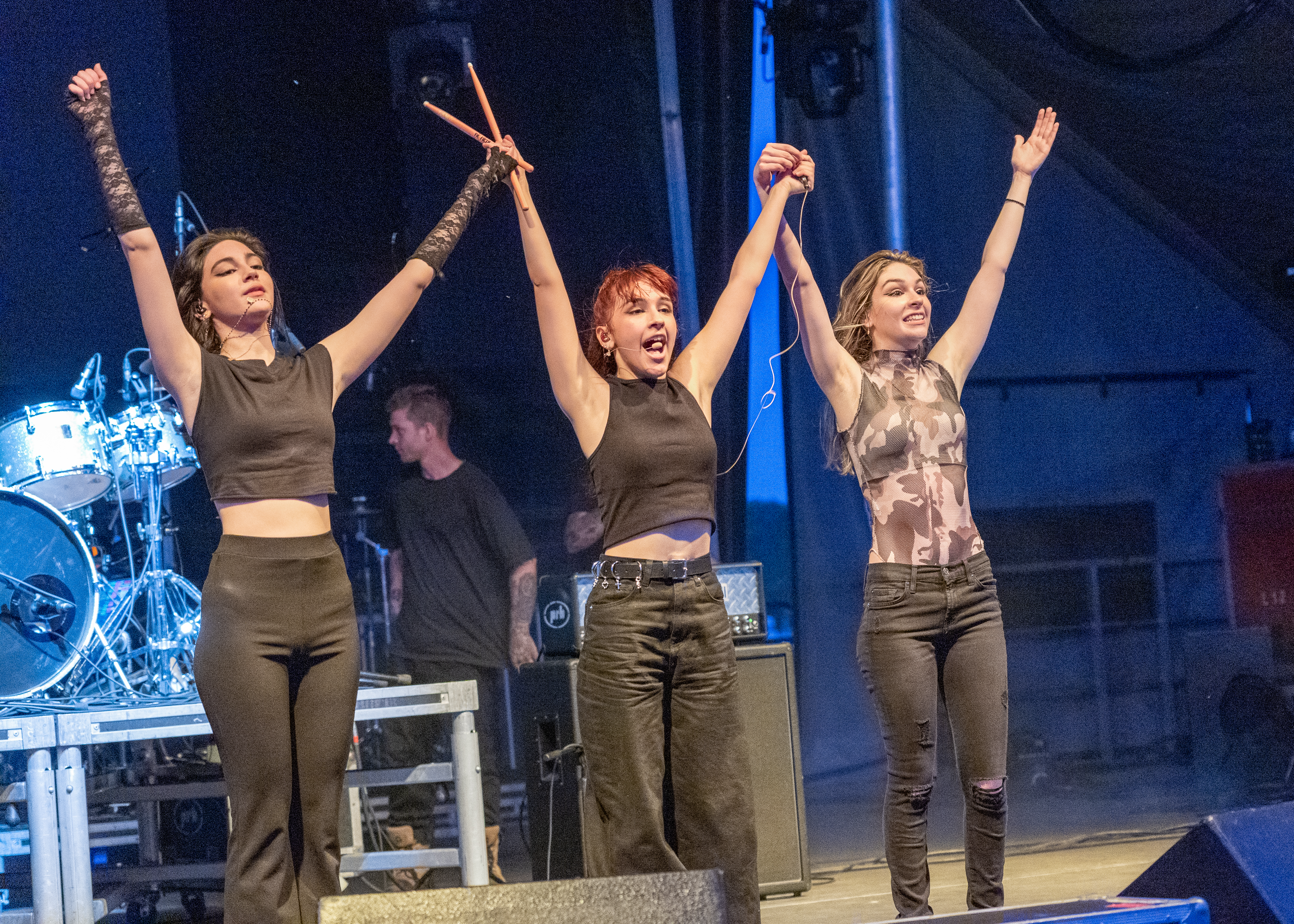
The Warning en juin 2022.
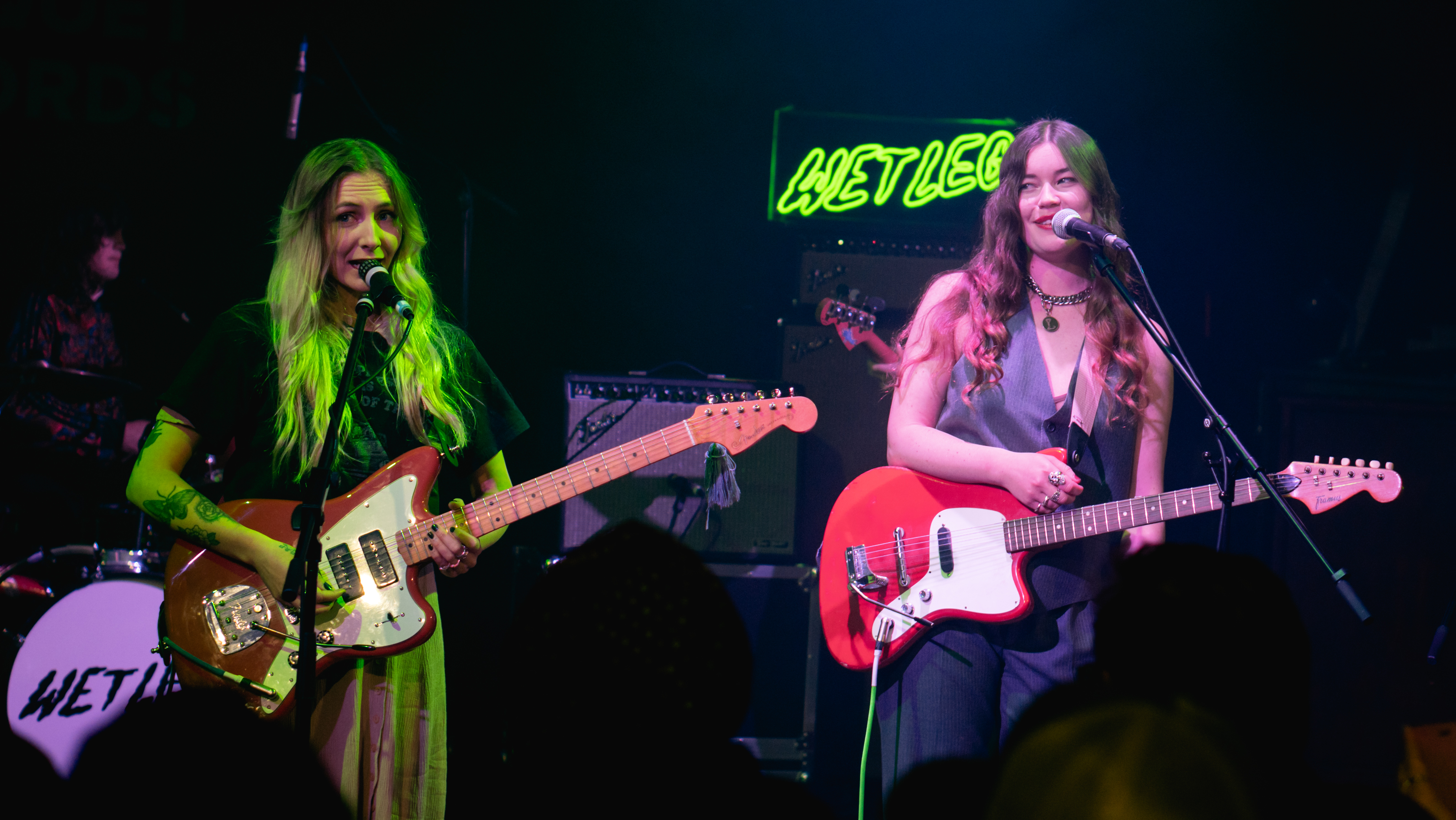
Wet Leg en 2022.
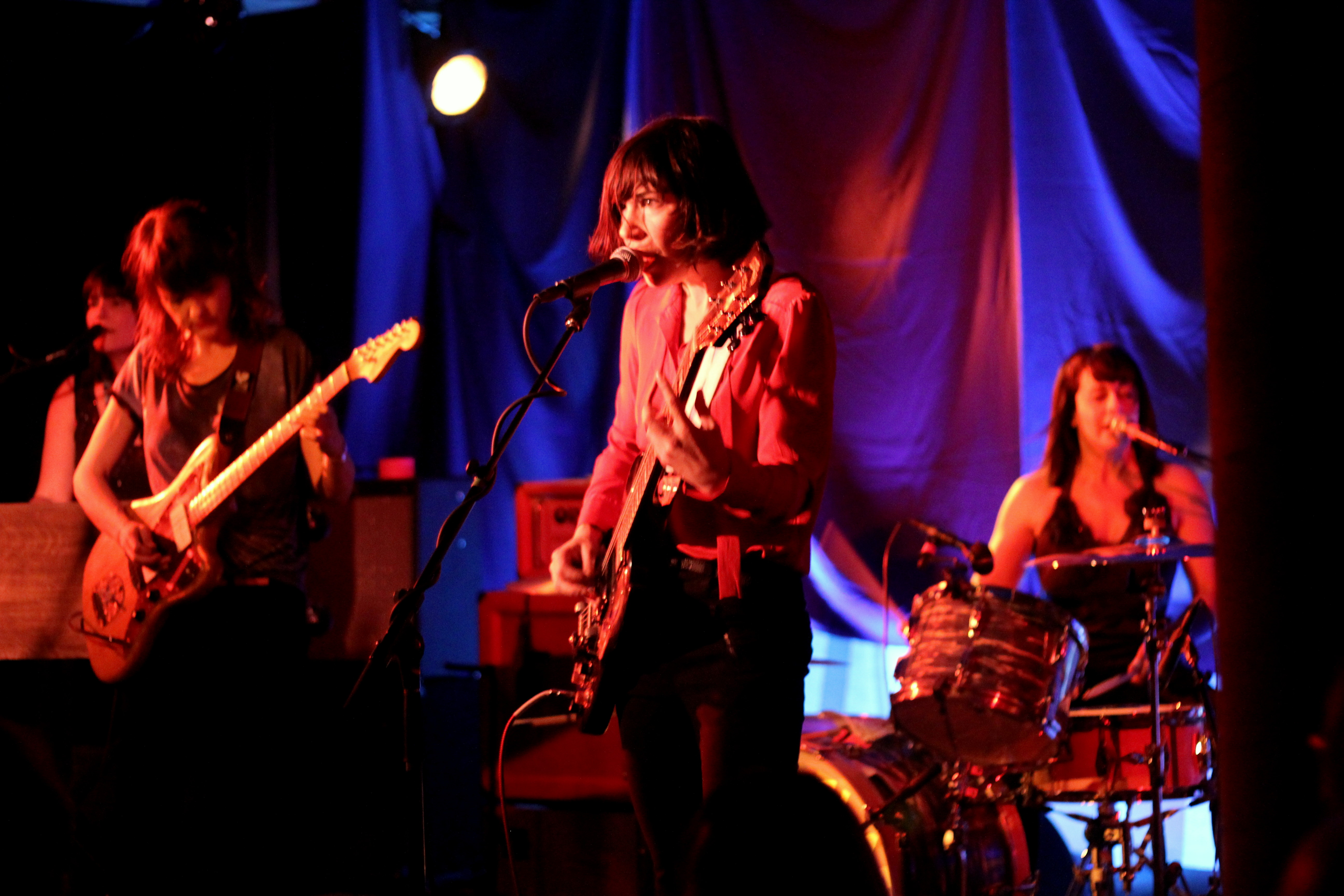
Wild Flag en 2011.

## Y
| Yellow Machinegun | Japon |

Début de page

## Z
| Zone | Japon |
| Zwei | Japon |

Début de page